# História económica de Portugal
A história económica de Portugal abrange a evolução económica ao longo da História Portuguesa. As suas raízes estendem-se até o período de ocupação romana, durante o qual as províncias da Lusitânia e Galécia (atualmente Galiza e extremo norte de Portugal) atuavam na próspera economia da Hispânia como produtores e exportadores do Império Romano. Isto continuou sob os Visigodos e depois, durante o domínio dos mouros do Al-Andalus, até a criação do Reino de Portugal, em 1139.
No fim da Reconquista portuguesa e a integração na economia europeia na Idade Média, Portugal encontrava-se na vanguarda da exploração marítima na Era dos Descobrimentos, expandindo-se até se tornar no primeiro império global. Durante o Renascimento, Portugal atingiu a posição de principal potência económica mundial, estabelecendo maiores ligações entre a África, Ásia e o continente europeu, dando início à globalização.
Em 1822, Portugal perdeu a sua principal colónia, o Brasil. Reivindicações territoriais portuguesas na África foram questionadas durante a Partilha da África. Caos polítco e os problemas económicos intermináveis a partir dos últimos anos da monarquia e durante a Primeira República, de 1910 a 1926, levaram à instalação da Ditadura Nacional em 1926. Enquanto o Ministro das Finanças, António de Oliveira Salazar, conseguiu a disciplina da economia portuguesa, que evoluiu para um regime corporativo e de partido único em 1933, o Estado Novo. O país passou por uma mudança de regime em 1974, com a Revolução dos Cravos, um golpe militar, após o fim de um dos seus períodos mais notáveis de crescimento económico, que teve lugar na década de 1960. De 1974 até o final dos anos 1970, mais de um milhão de cidadãos portugueses chegaram das antigas colónias africanas ultramarinas, com a maioria dos refugiados foram chamados de “Retornados”. Em 1986, Portugal entrou na Comunidade Económica Europeia e saiu da EFTA. Os fundos estruturais de coesão na União Europeia e do crescimento de muitas das principais empresas exportadoras de Portugal foram importantes forças no desenvolvimento da economia portuguesa e do consequente aumento do nível de qualidade de vida. Da mesma forma, há vários anos, filiais portuguesas de grandes empresas multinacionais, foram classificadas entre as mais produtivas do mundo. O Turismo corresponde a cerca de 5% do Produto Interno Bruto (PIB), enquanto a pesca e a agricultura a cerca de 4% cada um.
O país adoptou o euro em 1999. Entre 2005 e 2007, Portugal tinha o sexto menor poder de compra entre os 27 estados-membros da União Europeia. O Relatório de Competitividade Global de 2008 a 2009 colocou Portugal na 43ª posição dos 134 países e territórios. Um relatório do Economist Intelligence Unit (EIU) na Qualidade de Vida feita em 2005 colocou Portugal na 19ª no mundo.

## Pré-nacionalidade
Antes da chegada dos romanos, a economia da Península Ibérica era maioritariamente uma Economia de subsistência com comércio muito limitado, com excepção das grandes cidades na costa do Mediterrâneo, que tiveram contacto com comerciantes gregos e fenícios. Iberos e celtas foram alguns dos primeiros grupos presentes no território, com a economia celta centrada na pecuária, agricultura e trabalho de metais.

### Província romana

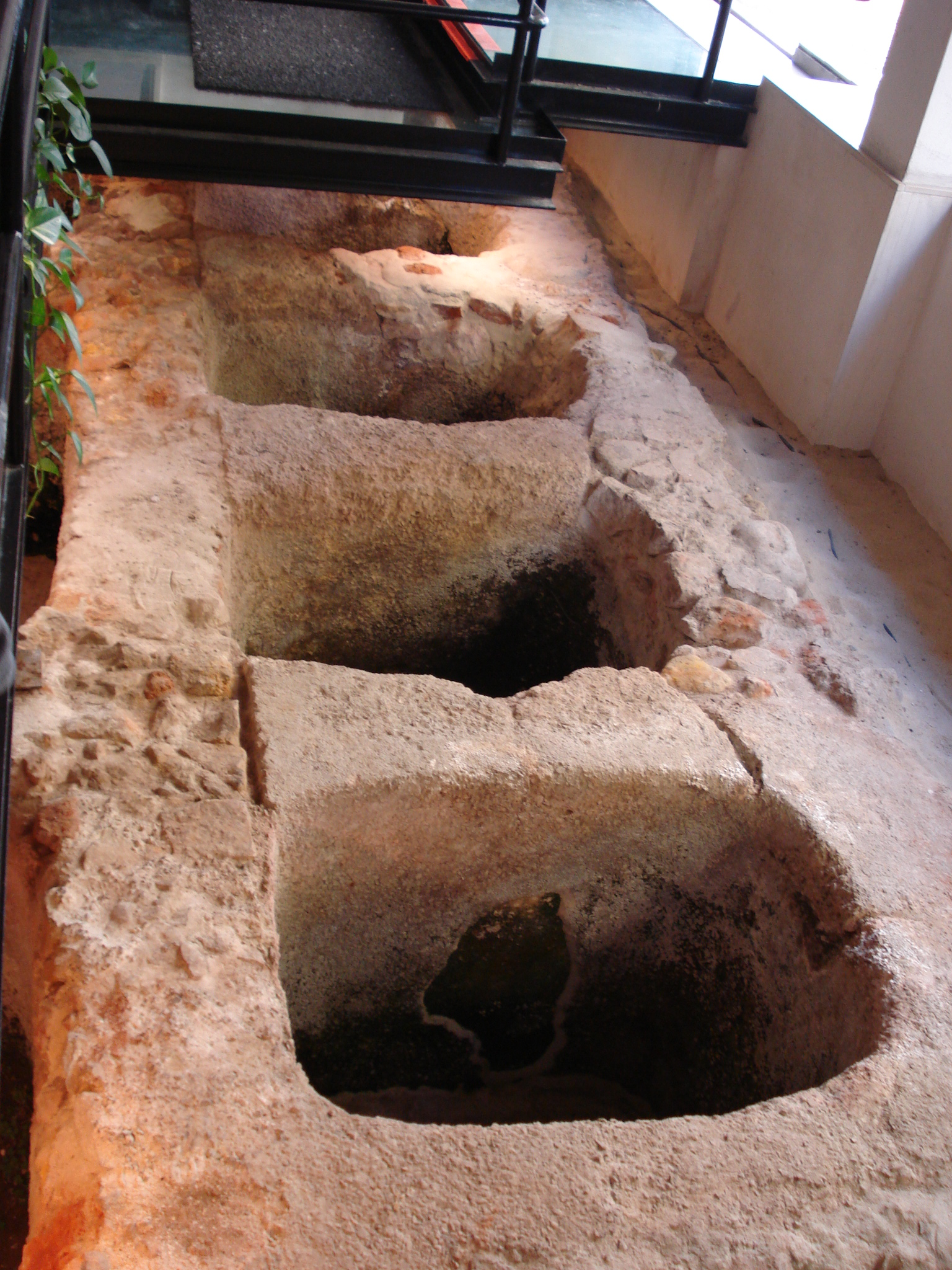
Fábrica romana de conserva de peixe Setúbal

O território de riquezas minerais fez uma importante região estratégica durante a idade precoce de metal e um dos primeiros objetivos dos romanos, quando invadem a Península foi para acessar as minas perto de Nova Cartago. Após a Segunda Guerra Púnica, a partir de 29 a.C. até 411 d.C., Roma governou a Península Ibérica, a expansão e diversificação da economia e ampliar o comércio com o Império Romano. Os povos indígenas pagavam tributo a Roma através de uma intrincada teia de alianças e lealdades. A economia experimentou uma expansão maior na produção, a beneficiar de algumas das melhores terras agrícolas sob a hegemonia romana e alimentada por estradas, rotas de comércio e a cunhagem das moedas, o que facilitou as transações comerciais. A Lusitânia desenvolvida, impulsionado por uma intensa indústria de mineração; campos explorados incluiu a Mina de Aljustrel (Vipasca), São Domingos e Rio Tinto na Faixa Piritosa Ibérica que se estendia para Sevilha e continha cobre, prata e ouro. Todas as minas pertenciam ao senado romano e foram operadas por escravos.
A agricultura de subsistência foi substituída por grandes unidades de exploração (vilas romanas), a produzir azeite, cereais e vinho, a criação de gado. Esta atividade agrícola foi localizada principalmente na região ao sul do Rio Tejo, a terceira maior área produtora de grãos no Império Romano.
Houve também o desenvolvimento de atividade pesqueira, a produzir o valorizado garum ou liquamen, um condimento obtido a partir da maceração de peixe, de preferência atum e cavala, exportadas para todo o império. O mais famoso foi fabricado em Cádis (na Espanha moderna) e os maiores produtores de todo o Império Romano foi em Península de Troia, perto da moderna Setúbal, ao sul de Lisboa. Restos de fábricas de garum mostram um acentuado crescimento da indústria de conservas em Portugal, principalmente na costa do Algarve, mas também na Póvoa de Varzim, Angeiras (Matosinhos) e no estuário do Rio Sado, que fez dela uma das mais importantes centros de conservas na Hispânia. Ao mesmo tempo, as indústrias especializadas também desenvolvidas. A salga de peixe e conservas, por sua vez exigiu o desenvolvimento de sal, construção naval e indústrias de cerâmica, para facilitar o fabrico de ânforas e outros recipientes que permitiu o armazenamento e transporte de commodities como o óleo, vinho, cereais e compotas.

### Domínio visigótico

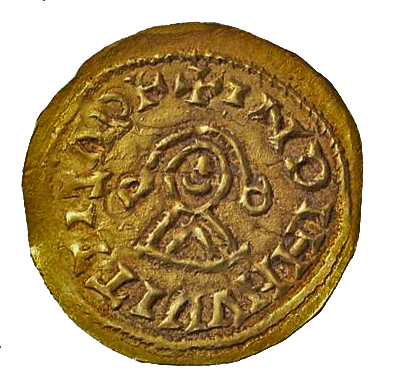
O ouro triente cunhadas em Braga durante o reinado de Vitiza e a ter sua efígie em bruto.

Com o declínio do Império Romano por volta de 410 a 418, suevos e visigodos assumiram o vácuo de poder deixado pelos administradores romanos e se estabeleceram como a nobreza, com algum grau de centralização do poder em suas capitais, em Braga e Toledo. Embora tenha sofrido alguma queda, o direito romano permaneceu no Código Visigótico e infraestrutura, como estradas, pontes, aquedutos e sistemas de irrigação, foi mantida em graus variados. Embora o comércio diminuísse na maior parte das antigas terras romanas da Europa, sobreviveu a certo grau de Hispânia visigótica.

### Al-Andalus
Em 711, os mouros ocuparam grande parte da Península Ibérica, que institui o Al-Andalus. Eles mantiveram a maior parte do legado romano, repararam e alargaram a infraestrutura romana, utilizando-a para a irrigação enquanto à introdução de novas práticas agrícolas e de novas culturas, como o arroz, cana de açúcar, frutas cítricas, damasco, e algodão. Comércio floresceu com sistemas eficazes de contrato invocado por comerciantes, que ia comprar e vender em comissão, com dinheiro emprestado a ele por investidores ricos, ou um conjunto de investimentos de diversos comerciantes, que muitas vezes eram muçulmanos, cristãos e judeus.
Parcerias de negócios são feitas por muitos empreendimentos comerciais e laços de parentesco habilitando as redes de comércio para se formar a grandes distâncias. Os muçulmanos estavam envolvidos no comércio estendendo para a Ásia e os comerciantes muçulmanos viajaram longas distâncias para as atividades comerciais. Depois de 800 anos de guerra, os Reinos Católicos tornaram-se gradualmente mais poderosos e acabaram por expulsar os mouros da Península. No caso do Reino de Portugal aconteceu no século XII. No Algarve, as forças combinadas de Aragão e Castela derrotaram os últimos redutos muçulmanos ibéricos no século XV. Durante o período islâmico prosseguiram as funções piscatórias no Algarve, tendo sido durante aquela época desenvolvido o conceito da almadrava, uma estrutura de cerco para a captura do atum.

## Reino de Portugal

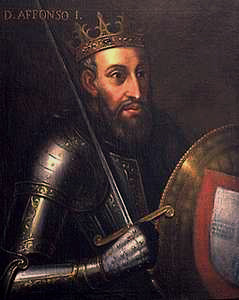
Rei Afonso I de Portugal

Em 1139, o Reino de Portugal conseguiu a independência de Leão, ao ter duplicado a sua área, através da Reconquista de Afonso Henriques. Seu sucessor, Sancho I, acumulou o primeiro Tesouro Nacional apoiado pelas novas indústrias e a classe média dos comerciantes. Além disso, criou várias novas cidades (como Guarda em 1199) e tomou grande cuidado em povoar áreas remotas.

### Idade Média
A partir de 1212, Afonso II de Portugal estabeleceu a administração do Estado, o projeto do primeiro conjunto de Leis Escritas portuguesas. Tinham como preocupação principal a propriedade privada, a justiça civil e a cunhagem de moeda. Enviou embaixadores aos reinos europeus fora da Península Ibérica para iniciarem relações comerciais. As referências mais antigas das relações comerciais entre Portugal e o Condado de Flandres estão no documento português na relação em Lille de 1267. Em 1297, com a conclusão da Reconquista, o rei D. Dinis prossegue políticas em matéria de legislação e centralização do poder, sendo uma delas a adopção do português como língua oficial. Ele ordenou a exploração de minas de cobre, prata, estanho, ferro e organiza para exportação, a produção excedente para outros países europeus. Em 10 de Maio de 1293, D. Dinis instituiu a Bolsa de Comércio, um fundo comercial para a defesa dos comerciantes portugueses em portos estrangeiros, como o Condado de Flandres, que tinham de pagar determinadas quantias em função da tonelagem, obtidos por eles quando necessário. Em 1308, assinou o primeiro contrato comercial de Portugal com a Inglaterra. Uma das suas principais medidas internas foi desenvolvimento das feiras francas, que fomentaram o crescimento económico, e permitiram uma maior aproximação entre o comércio e a agricultura. Em 1317, fez um pacto com o marinheiro mercante genovês Manuel Pessanha (Pesagno), ao nomeá-lo como Almirante, dando-lhe privilégios comerciais com seu país natal, a troco de vinte navios e tripulações. A intenção era a defesa do país contra os piratas e lançou as bases para a Marinha Portuguesa e o estabelecimento de uma comunidade de mercadores genoveses em Portugal. Mandou plantar o pinhal de Leiria, a partir do qual se utilizou muita da madeira para a construção das naus portuguesas. Assim, o reinado de D. Dinis foi um período de franco desenvolvimento económico para o país, tanto do ponto de vista interno como nas relações com o exterior.
A agricultura foi a atividade principal de Portugal, com produtos mais consumidos internamente: vinhos e frutos secos do Algarve (figos, uvas e amêndoas) foram vendidas em Flandres e na Inglaterra, o sal de Setúbal e Aveiro foi uma exportação rentável para o Norte da Europa, de couro e carrasco, um escarlate do corante, também foram exportados. A indústria foi mínima, de Portugal importava blindados e munições, roupas finas, diversos produtos fabricados a partir de Flandres e da Itália. Desde o século XIII, uma economia monetária se tivesse sido estimulada, mas a troca ainda dominava o comércio e a cunhagem foi limitada; moeda estrangeira também foi usada até o início do século XV.
Na segunda metade do século XIV, os surtos de peste bubónica levou ao despovoamento grande: a economia era extremamente localizada em algumas cidades e migração do país levou as terras a serem abandonadas à agricultura resultando num aumento do desemprego rural. Só o mar oferecia alternativa, com a maioria das populações nas atividades de pesca e comércio das zonas costeiras.
Entre 1325 e 1357, Afonso IV concedeu um financiamento público para levantar uma boa rota comercial da frota e viagens de exploração marítima em primeiro lugar, com a ajuda dos marinheiros genoveses sob o comando do almirante Manuel Pessanha. Forçados a reduzir as suas atividades no Mar Negro, a República de Génova tinha-se voltado para o comércio norte-africano de trigo e azeite e uma procura de ouro, embora também visitasse os portos de Bruges (Flandres) e Inglaterra. Comunidades de genoveses e florentinos foram bem estabelecidos em Portugal e eles lucraram com a empresa e experiência financeira desses rivais da República de Veneza. Em 1341, as Ilhas Canárias, já conhecidas dos genoveses, foram oficialmente descobertas sob o patrocínio do Rei Português, mas em 1344, Castela contestou-a, ainda a impulsionar o desenvolvimento da Marinha Portuguesa.
Para promover a liquidação, a Lei das Sesmarias foi emitida em 1375, para expropriar terras devolutas e proporcionar o arrendamento para agricultores desempregados, sem grande efeito. Até o final do século, Portugal enfrentou escassez de alimentos, teve de importar trigo do norte da África. Após a crise de 1383-1385, a combinação de uma crise de sucessão, a guerra com Castela e Lisboa flagelada pela fome e anarquia. Um recém-eleito da dinastia de Aviz, com fortes ligações a Inglaterra, marcou um afastamento das terras orientada pela aristocracia conservadora.

### Expansão do Império Português (séculos XV e XVI)

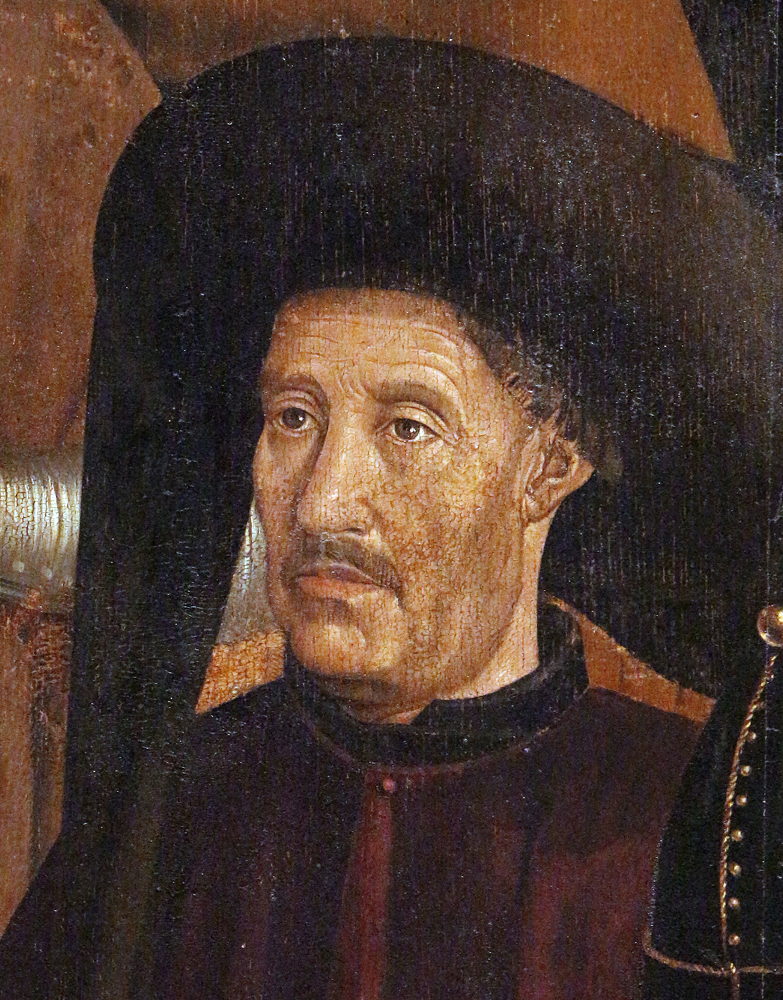
Henrique, o Navegador foi uma figura importante nos primeiros dias do Império Português, ao ser responsável pelo início da exploração em todo o mundo europeu e do comércio marítimo.

Em 1415, Ceuta foi ocupada pelos portugueses com o objetivo de controlar a navegação do litoral Africano, expandindo o cristianismo com a disponibilidade do papado e apoiada pela nobreza na guerra. O filho do rei, o Infante D. Henrique, em seguida, toma conhecimento da rentabilidade das rotas comerciais sarianas. O governador dos ricos da "Ordem de Cristo" e detentores de monopólios valiosos sobre os recursos no Algarve, ele patrocina viagens pela costa da Mauritânia, reunindo um grupo de comerciantes, armadores e as partes interessadas na criação de rotas marítimas. Mais tarde, seu irmão, o príncipe Pedro concede-lhe um "Royal Flush" de todos os lucros do comércio nas áreas descobertas. Logo, as ilhas atlânticas da Madeira (1420) e Açores (1427) foram alcançadas e começaram a ser resolvidos vários problemas, como produzir trigo para exportação para Portugal.
Em Janeiro de 1430, a princesa Isabel de Portugal casa com Filipe III, Duque de Borgonha, conde de Flandres.  Cerca de 2 000 portugueses acompanharam, desenvolvendo grande atividade no comércio e finanças no que era então o mais rico tribunal europeu. Com o apoio português, no estaleiro Bruges em 1438 o duque concede aos comerciantes portugueses a oportunidade de eleger os cônsules de poderes legais, dando plena jurisdição civil para a comunidade portuguesa. Em 1445 foi construída a feitoria portuguesa de Bruges.
Em 1443, o regente D. Pedro, irmão de Henrique, concede-lhe o monopólio da navegação, guerra e comércio nas terras ao sul do Cabo Bojador. Mais tarde, esse monopólio seriam imposto pelas bulas papais de Dum Diversas (1452) e Romanus Pontifex (1455), que concede a Portugal o monopólio do comércio para as terras recém-descobertas.
Quando o primeiro português navegou pelo Atlântico, ao estender a sua influência à costa da África, estavam principalmente interessados em ouro. O comércio da África subsariana era gerido pelos muçulmanos, que controlavam as rotas do comércio transaariano de sal, kola, têxteis, peixes e grãos, engajados no comércio de escravos árabes.
Para atrair os comerciantes muçulmanos ao longo das rotas percorridas no Norte de África, o primeiro posto comercial foi construído em 1445 na ilha de Arguim, na costa da Mauritânia. Os comerciantes portugueses acederam ao interior através dos rios Senegal e Gâmbia, o que dividiu em duas longas rotas transarianas. Eles trouxeram cobre, tecidos, ferramentas, vinhos e cavalos, posteriormente armas e munições. Em troca, recebiam o ouro das minas de Akan, pimenta da Guiné (um comércio que durou até Vasco da Gama alcançar a Índia em 1498) e marfim. As oportunidades de mercado em expansão na Europa e no Mediterrâneo resultaram no aumento do comércio através dada realização deste com o Saara. Havia um mercado muito pequeno de escravos africanos como empregados domésticos na Europa e como trabalhadores nas plantações de açúcar do Mediterrâneo e depois Madeira. Os portugueses descobriram que podiam fazer uma quantidade considerável de ouro pelo transporte de escravos de um posto de troca para o outro, ao longo da costa atlântica da África: os comerciantes muçulmanos tinham uma grande procura por escravos que eram usados como carregadores nas rotas transarianas e para venda no Império Islâmico.

### Ilhas atlânticas no comércio de açúcar
A expansão da plantação de cana-de-açúcar nas capitanias na Madeira começou em 1455, com assessores de Sicília e (muito) capital genovês para produzir o "sal doce" raro na Europa. Já eram cultivadas no Algarve, mas a acessibilidade da Madeira atraiu comerciantes genoveses e flamengos preocupados em ignorar os monopólios venezianos. A produção de cana-de-açúcar tornou-se um dos principais fatores na economia da ilha e o estabelecimento de plantações na Madeira, nas Canárias e Cabo Verde aumentou a procura por trabalho. Ao invés da negociação escravos de volta a comerciantes muçulmanos, não havia um mercado emergente para os trabalhadores agrícolas nas plantações. Por volta de 1500, os portugueses tinham transportado cerca de 81 mil escravos para estes vários mercados e a proporção de escravos importados na Madeira atingiram os 10% do total da população por volta do século XVI. Em 1480, Antuérpia tinha cerca de 70 navios no comércio de açúcar da Madeira, com a refinação e distribuição concentrada na cidade. Perto da década de 1490, a Madeira tinha ultrapassado Chipre na produção de açúcar e o sucesso dos comerciantes de açúcar, como Bartolomeu Marchionni iria impulsionar o investimento em viagens exploratórias.

### Ouro guineense

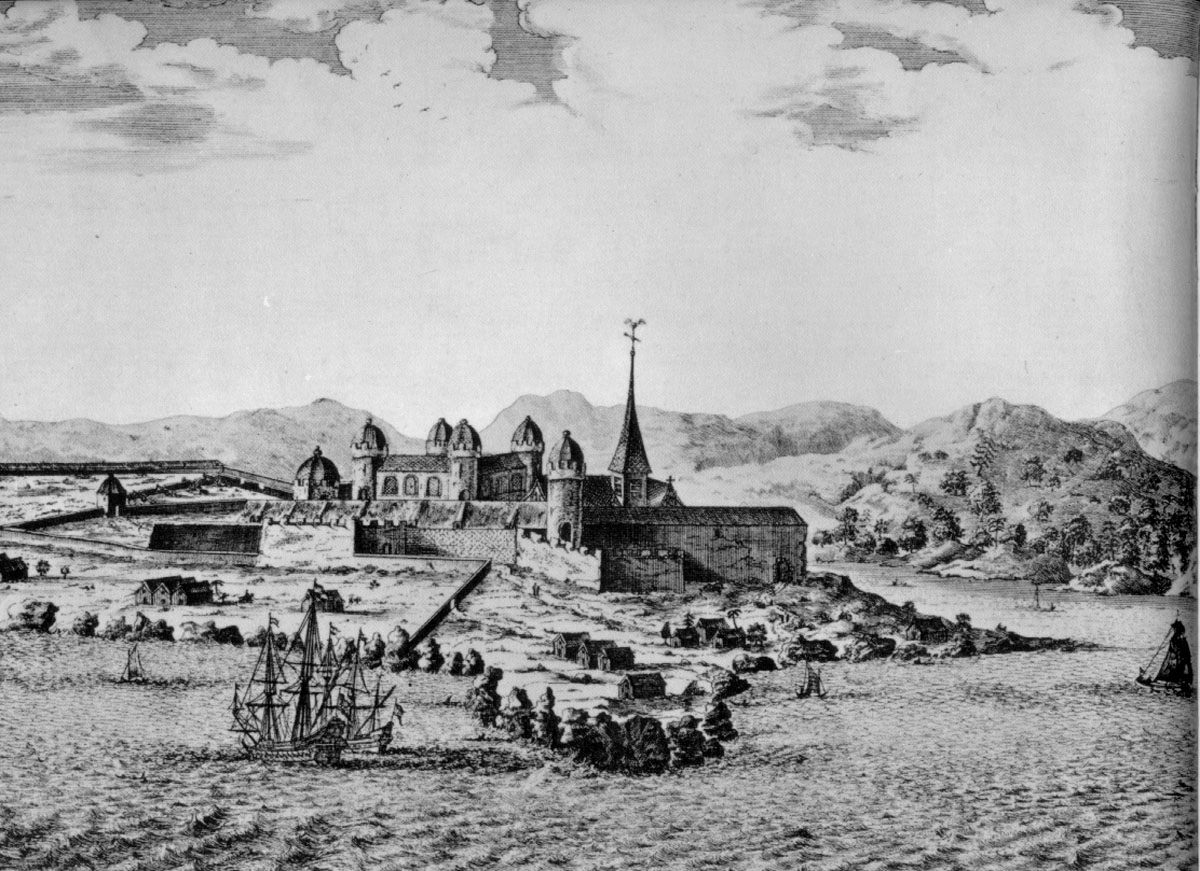
Castelo Elmina visto do mar em 1668

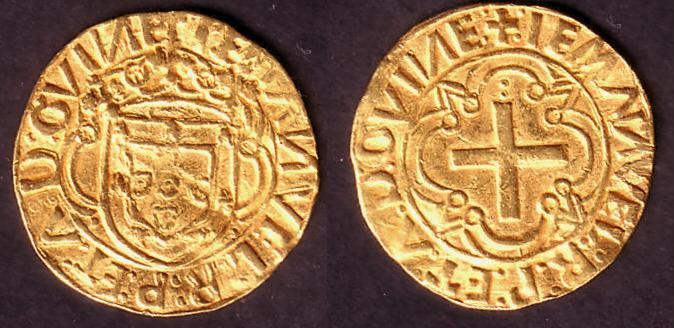
Ouro Cruzado cunhada durante o reinado do rei D. Manuel I de Portugal r.

Em 1469, ao responder aos parcos rendimentos das explorações africanas, o rei Afonso V de Portugal concede o monopólio do comércio da parte do Golfo da Guiné para o comerciante Fernão Gomes. Por uma renda anual de 200 000 reais, Gomes foi explorar 100 léguas da costa da África, durante cinco anos (mais tarde o acordo foi prolongado por mais um ano). Ele ganhou os direitos de negociação de monopólio de um substituto da popular pimenta negra, então chamado de "malagueta", a pimenta da guiné (Aframomum melegueta), por outro pagamento anual de 100 mil reais. Os Portugueses encontraram comerciantes muçulmanos estabelecidos no litoral Africano até o golfo do Benim . A costa do escravo, como o Golfo do Benim era conhecida, foi usada pelos portugueses a partir do início da década de 1470. Pouco depois chegaramà costa do Reino do Congo na década de 1480 que excedeu o território de negociação muçulmana.
Com o patrocínio de Fernão Gomes,  foi cruzado o Equador e foram atingidas as ilhas do Golfo da Guiné , incluindo São Tomé e Príncipe.
No litoral, Fernão Gomes encontra um próspero comércio do ouro aluvial  entre os nativos e os visitantes comerciantes árabes e berberes do porto, que logo foi chamado de El Mina ou Elmina (que significa "a mina"), onde estabeleceram a feitoria. O comércio entre Portugal e Elmina cresceu ao longo da próxima década. A porta tornou-se um importante centro de comércio de ouro e escravos eram comprados pelo povo local africano ao longo dos rios do Benim. Aos  usar seus lucros do comércio africano, Fernão Gomes ajudou o rei Português nas conquistas de Arzila, Alcácer Ceguer e Tânger, em Marrocos.
Dados os grandes lucros, em 1482 o recém-coroado rei D. João II ordenou a construção em Elmina de um posto comercial, então denominado fábrica, para gerir a indústria do ouro local: o Castelo de Elmina. A fábrica de São Jorge da Mina, centro comercial por excelência foi feita como um monopólio real. A Companhia da Guiné foi criada em Lisboa, uma instituição governamental que servia para lidar com o comércio e fixar os preços das mercadorias.
A exploração portuguesa do litoral africano no século XV é geralmente considerada como a precursora do colonialismo europeu e marcou o início do Tráfico de escravos no Atlântico, a evangelização do missionário cristão e o primeiro processo de globalização que se tornaram em elementos importantes do colonialismo europeu até final do século XVII. Até ao início da era colonial, haviam 40 fortes operacionais ao longo da costa. Eles agiam principalmente como postos comerciais e raramente tiveram acção militar, mas as fortificações foram importantes, como armas e munições que eram armazenadas antes de comércio.

### Comércio de especiarias

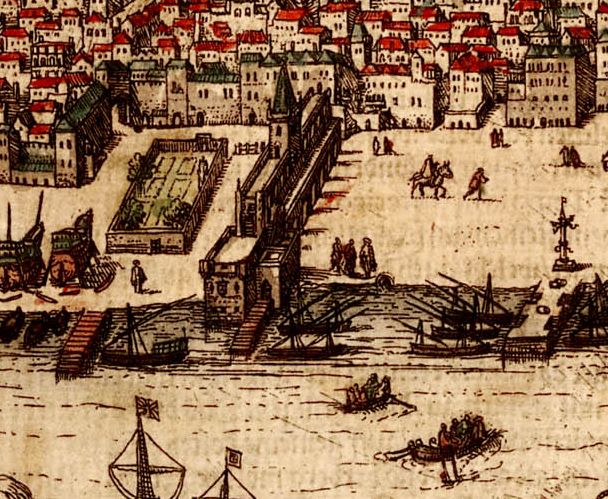
Desenho do século XVI do centro de Lisboa que mostra o Palácio da Ribeira, onde se situava a Casa da Índia

O lucro do comércio das especiarias no leste foi encurralado pelos portugueses no século XVI. Em 1488, Vasco da Gama é pioneiro da viagem ao atingir a Índia pelo mar, a primeira abertura do comércio europeu directo no Oceano Índico. Até este ponto, as importações de especiarias para a Europa tinha sido trazidas por terra através da Índia e da Arábia, com bases em terra misturada com rotas marítimas através do Golfo Pérsico, Mar Vermelho e caravanas, depois em todo o Mediterrâneo pelos venezianos para distribuição na Europa Ocidental, que tinha o monopólio virtual sobre estes produtos valiosos. Ao estabelecer essas rotas de comércio, Portugal mina o comércio veneziano com a sua abundância de intermediários.
A República de Veneza, ganhou o controlo sobre grande parte das rotas de comércio entre a Europa e a Ásia. Depois que as rotas tradicionais por terra para a Índia tinha sido fechada pelo turcos otomanos, Portugal esperava usar a rota marítima pioneira do Gama para quebrar o monopólio comercial de Veneza. Visava controlar o comércio dentro do Oceano Índico e segurar as rotas marítimas que ligam da Europa à Ásia. Esta nova rota marítima em torno do Cabo da Boa Esperança foi firmemente assegurados para Portugal pelas actividades de Afonso de Albuquerque, que foi nomeado vice-rei Português da Índia em 1508. Os primeiros exploradores portugueses estabeleceram bases em Moçambique e Zanzibar e supervisionaram a construção de fortalezas e fábricas (feitorias) ao longo do litoral africano, no subcontinente indiano e em outros lugares na Ásia, o que consolidou a hegemonia portuguesa.

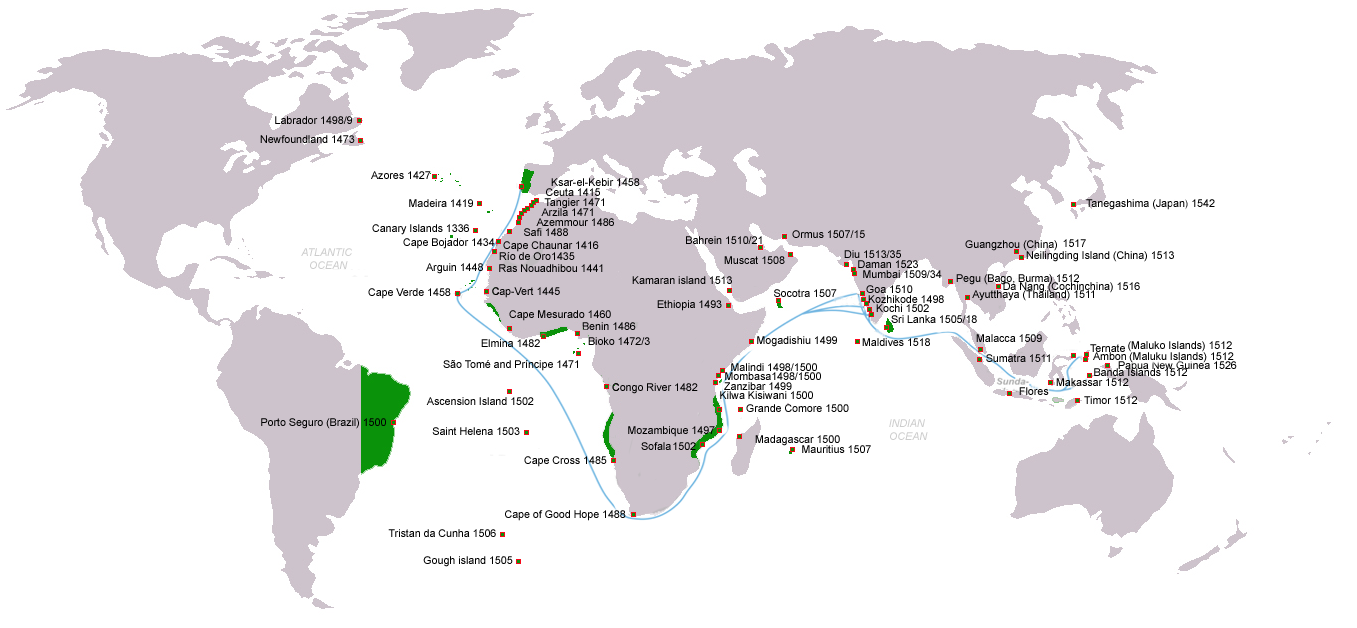
Descobertas, explorações, conquistas e assentamentos portugueses no exterior no início do século XVI

Em Lisboa, a Casa da Índia foi a organização central que conseguiu todo o comércio português no estrangeiro em regime de monopólio real durante os Séculos XV e XVI. Fundada em 1500, foi o sucessor da Casa da Guiné, a Casa de Guiné e Mina e Casa da Mina. Casa da Índia manteve um monopólio real sobre o comércio de pimenta, cravo e canela, cobrava um imposto de 30% (trinta por cento) sobre os lucros de outros artigos.
A exportação e distribuição para a Europa foi feita pela feitoria portuguesa em Antuérpia. Durante cerca de 30 anos, de 1503 a 1535, o corte português para o comércio de especiarias de Veneza no Mediterrâneo oriental. Por volta de 1510, o Rei Manuel I começa a lucrar um milhão de cruzados por ano a partir do comércio das especiarias sozinho e isso leva o Rei François I da França a chamar Manuel I de "le roi épicier", a significar "o rei merceeiro".
Em 1506, pelo menos 65% das receitas do Estado foram produzidos pelos impostos sobre a actividade no exterior. A renda começou a declinar em meados do século XVI, devido aos custos em manter a presença em Marrocos e o lixo doméstico. Além disso, Portugal não desenvolveu uma ampla infra-estrutura interna para apoiar esta actividade, mas contou com os estrangeiros para muitos serviços de apoio às empresas à sua negociação e, portanto, muito dinheiro foi consumido desta forma. Em 1549, o centro comercial Português em Antuérpia faliu e foi fechado. Como o trono se torna mais engajado na década de 1550, cada vez mais e preciso financiamento externo. Por volta de 1560, o rendimento da Casa da Índia não foi capaz de cobrir as suas despesas. A monarquia portuguesa tornou-se, nas palavras de Garrett Mattingly, o dono de "a bankrupt wholesale grocery business" ("um negócio atacado em segmento de falência", em inglês).

### Comércio triangular entre a China, Japão e Europa

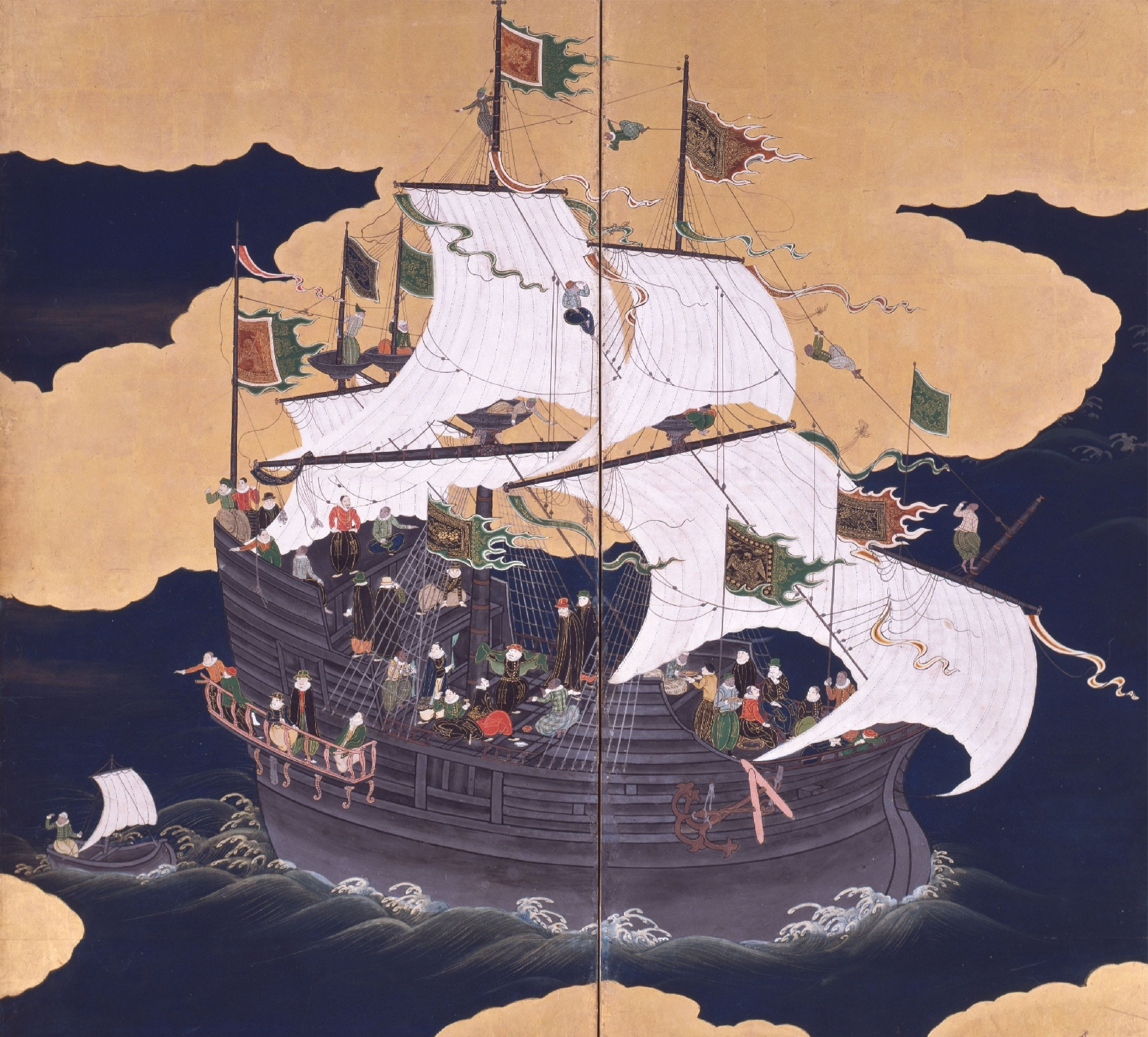
Nau portuguesa em Nagasaki, Japão, no século XVII

Goa tinha funcionado desde o início como a Capital da Índia Portuguesa, a base central de navegação da rede comercial que liga Lisboa, Malaca até a China e as Ilhas Molucas (Ternate) desde 1513.
Em 1542, os comerciantes portugueses chegaram ao Japão. De acordo com Fernão Mendes Pinto, que afirmou ter estado presente neste primeiro contato, eles chegaram a Tanegashima, onde os moradores ficaram impressionados com armas de fogo que seria imediatamente feita pelos japoneses em grande escala. A chegada dos portugueses ao Japão, em 1543, iniciou o período de comércio Nanban, com os anfitriões a adoção de diversas tecnologias e práticas culturais, como o arcabuz, couraças de estilo europeu, os navios europeus, o cristianismo, arte decorativa e da linguagem. Em 1570, após um acordo entre jesuítas e um daimyo local, os portugueses foram concedido um porto japonês onde fundaram a cidade de Nagasaki, a criar assim um centro comercial que durante muitos anos foi principal porta de entrada do Japão para o mundo.
Logo depois, em 1557, os comerciantes portugueses estabeleceram uma colónia na ilha de Macau. As autoridades chinesas permitiram aos portugueses, com contrapartida de um pagamento anual, a criação de um armazém. Depois que os chineses proibirem o comércio direto dos comerciantes chineses com o Japão, os portugueses preencheram este vácuo como intermediários. A atuar no comércio triangular entre a China, Japão e Europa, os portugueses compraram seda chinesa e vendeu para os japoneses em troca para a prata japonesa, já que a prata era mais valorizada na China, os portugueses podiam então usar o metal recém-adquiridas para comprar ações ainda maior de seda chinesa. No entanto, por volta de 1573, depois que os espanhóis estabeleceram uma base comercial em Manila, o comércio intermediário português foi superado pela principal fonte de entrada de prata para a China e da América espanhola.
Muitos escravos chineses foram vendidos a Portugal. Desde o século XVI, os escravos chineses existiam em Portugal, a maioria delas eram crianças chinesas e um grande número foram enviados para as Índias. Prisioneiros chineses foram enviados para Portugal, onde foram vendidos como escravos; eles foram apreciados e considerados melhores do que os escravos mouros e negros. A primeira visita de uma pessoa conhecida chinês na Europa é datada até 1540, quando um estudioso chinês, escravizado durante uma das várias incursões portuguesas algures na costa sul da China, foi trazido para Portugal. Comprado por João de Barros, que trabalhou com o historiador português em traduzir textos em chinês para o português. Dona Maria de Vilhena, uma mulher nobre portuguesa de Évora, Portugal, possuía escravo do sexo masculino chinês em 1562. No século XVI, um pequeno número de escravos chineses, ao redor de 29 a 34 pessoas, estava no sul de Portugal, onde foram utilizados no trabalho agrícola. Rapazes chineses foram capturados na China e através de Macau foram trazidos para Portugal e vendidos como escravos em Lisboa. Alguns foram vendidos no Brasil, uma colónia portuguesa. Devido à hostilidade do Império Chinês em relação ao tráfico de escravos chineses, em 1595 uma lei foi aprovada pelo Portugal, proíbe a compra e venda de escravos chineses. Em  19 de fevereiro de 1624, o Rei de Portugal proibiu a escravização do povo chinês de ambos os sexos.

#### Expansão na América do Sul

Mapa do português Lopo Homem (por volta do ano de 1519), com a costa do Brasil e nativos a extrair o pau-brasil, assim como os navios portugueses

Durante o século XVI, Portugal também começou a colonizar o recém-descoberto território do Brasil. No entanto, os postos de troca temporária foram estabelecidos anteriormente para recolher pau-brasil, utilizado como corante, e com assentamentos permanentes foi a criação da indústria de cana-de-açúcar e seu trabalho intensivo. Vários primeiros assentamentos foram criados, entre eles a capital colonial, Salvador, fundada em 1549 na Baía de Todos os Santos (no norte) e a cidade do Rio de Janeiro (no sul) em  21 de janeiro de 1567. Os colonos portugueses aprovaram uma economia baseada na produção de bens agrícolas, que eram exportados para a Europa. O açúcar tornou-se, de longe, o produto mais importante extraído do Brasil até o início do século XVIII, quando o ouro e outros minerais assumiram uma maior importância.
A primeira tentativa de estabelecer a presença portuguesa no Brasil foi feita por D. João III, em 1533. O litoral foi dividido em quinze secções, cada uma cerca de 150 (milhas ou quilómetros?[carece de fontes?]) de comprimento, e as tiras de terra foram concedidas, em base hereditária, a capitães por quinze anos como donatários, o que ficaram conhecidos como donatários das Capitanias Hereditárias. Cada donatário e seus herdeiros podia fundar cidades, terras de subvenção e cobrar impostos sobre o território quanto eles poderiam colonizar o interior da sua extensão de linha costeira. Foram apenas dois dos donatários tiveram sucesso e prosperavam. Na década de 1540, {o Brasil foi colocado sob controlo direto real e um governador-geral foi nomeado. O primeiro governador-geral do Brasil chegou em 1549 e sediou-se na Baia (hoje conhecido como Salvador). Aí se manteve a capital governamental do Brasil por mais de dois séculos, até ser substituída pelo Rio de Janeiro em 1763.
O ouro foi encontrado em 1693 na região sul do interior de Minas Gerais. A descoberta desencadeou a primeira grande corrida do ouro das Américas, incentivando a abertura do interior. Os diamantes foram descobertos também em grandes quantidades na mesma região no século XVIII.

#### Expansão na África subsariana

Bandeira da Companhia da Guiné, fundada no século XV

Depois do início do comércio de escravos europeu na África subsariana através do seu envolvimento no tráfico de escravos africanos, Portugal desempenhou um papel na redução ao longo dos séculos seguintes. Apesar de terem sido os primeiros europeus a estabelecerem-se de comércio na África subsariana, eles não conseguiram pressionar a sua vantagem em casa. No entanto, eles mantiveram uma presença clara nas três regiões que receberam a atenção especial durante a idade inicial de exploração. O mais próximo deles, sobre a viagem marítima de Portugal, era Guiné Portuguesa, também conhecida, desde a sua principal atividade económica, como a Costa dos Escravos. Os governantes locais africanos da Guiné, que prosperou muito com o comércio de escravos, não tinham qualquer interesse em permitir que os europeus se moverem mais interiores do que os povoados fortificados nas costeiras, onde a negociação teve lugar. No século XV, a Companhia da Guiné de Portugal, foi um dos primeiros fretado sociedades comerciais estabelecidas pelos europeus em outros continentes, durante a Era dos Descobrimentos. A tarefa da Companhia era lidar com as especiarias e fixar os preços das mercadorias. A presença portuguesa na Guiné se limitava ao porto de Bissau. Por um breve período na década de 1790, os britânicos tentaram estabelecer uma posição rival em uma ilha no mar, em Bolama. Por volta do século XIX, porém, os portugueses eram suficientemente segura em Bissau a conta do litoral vizinhos como seu próprio território especial.

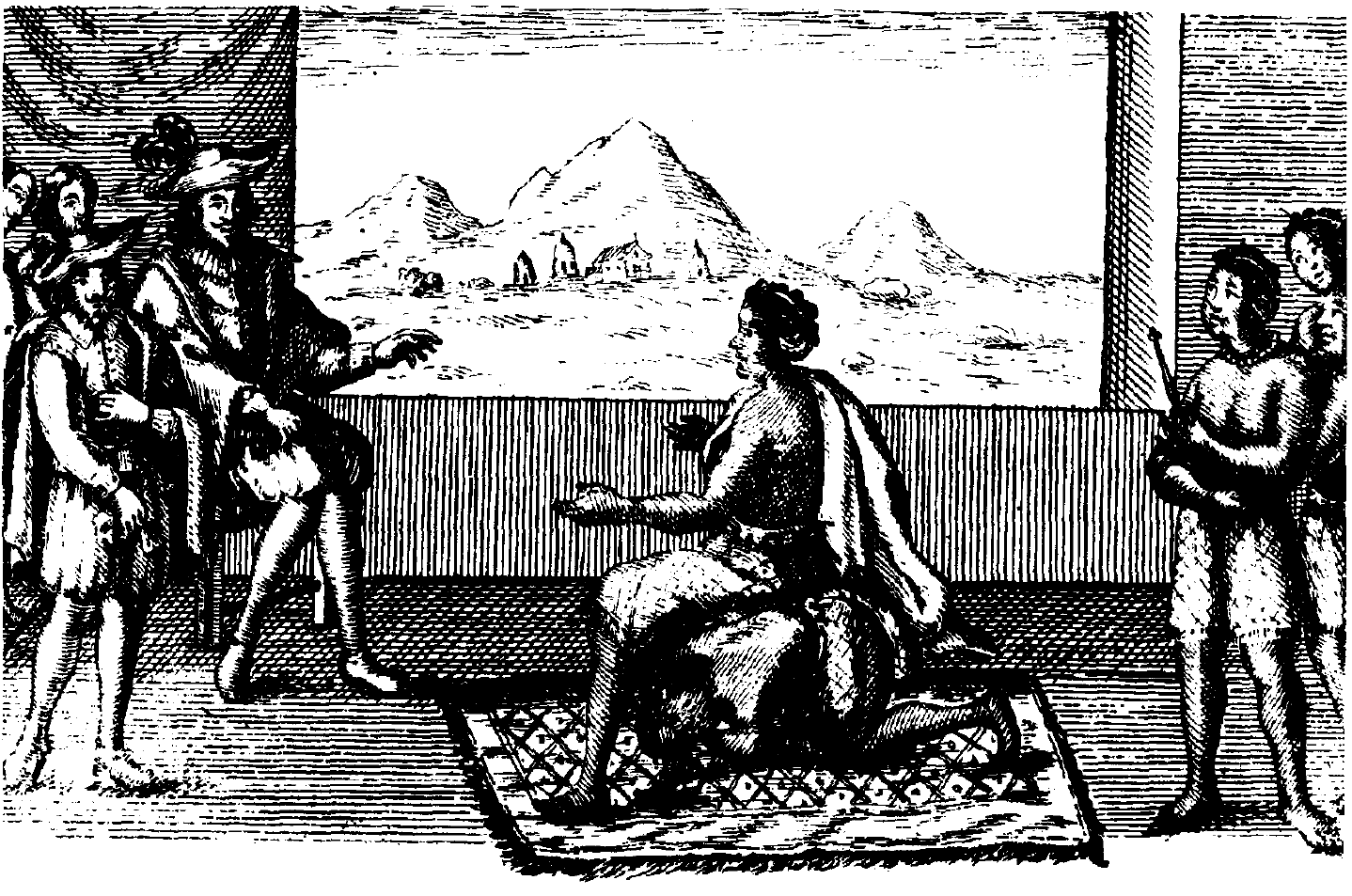
Rainha Nzinga em negociações de paz com o governador português em Luanda, em 1657

Centenas de quilómetros ao longo da costa, em Angola, os portugueses acharam mais difícil de consolidar sua vantagem antecipada contra invasões dos rivais holandeses, britânicos e franceses. No entanto, a cidades fortificadas portuguesas de Luanda (criado em 1587 com 400 colonos portugueses) e Benguela (a fortaleza de 1587, uma cidade de 1617) manteve-se quase continuamente em suas mãos. Como na Guiné, o tráfico de escravos se tornou a base da economia local, com incursões cada vez mais para o interior pelos nativos para ganhar cativos. Mais de um milhão de homens, mulheres e crianças foram enviados a partir desta região através do Atlântico. Nesta região, ao contrário de Guiné, o comércio manteve-se em grande parte nas mãos de Português. Quase todos os escravos que vieram dessa região foram destinados ao Brasil.
A penetração mais profunda portuguesa para o continente foi a partir da costa leste, até o rio Zambezi (ou Zambeze), com uma liquidação antecipada tanto interior como Tete. Esta era uma região rica e poderosa reino africano. A área da costa leste também foi muito visitada pelos árabes pressionando sul de Omã e Zanzibar. A partir dos Séculos XVI ao XIX os portugueses e os seus mercadores eram apenas um entre muitos grupos rivais que competem para o comércio local em marfim, ouro e escravos.
Mesmo que o mantenham portugueses sobre estas três regiões africanas era tênue, que permanecia claramente a presença principais centros europeus na África subsariana. Era natural para fazer valer sua pretensão, portanto, em todas as três regiões quando a disputa pela África começou mais tarde. Prolongadas campanhas militares foram obrigados a manter e impor um controle português sobre africanos nesses territórios no final do século XIX. As fronteiras da Guiné-Portuguesa foram acordadas em duas etapas em 1886 com a França, a potência colonial no vizinho Senegal e Guiné. Nenhuma outra nação apresentou um desafio para a área vasta e pouco remuneradora de Angola. O cenário mais provável do conflito era a África Oriental Portuguesa, onde a esperança de Portugal de ligação com Angola entrou em choque com os planos da Grã-Bretanha para as Rodésias. Houve uma crise diplomática em 1890, mas as fronteiras entre as colónias britânicas e portuguesas foram acordados por um tratado em 1891.

### Declínio: do século XVII ao XIX

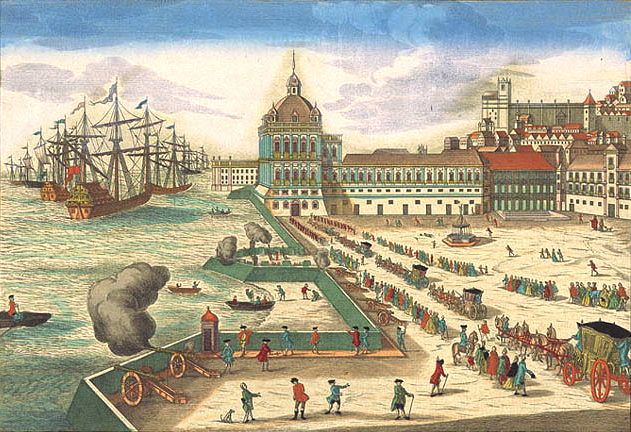
Paço da Ribeira, em Lisboa, onde se situava a Casa da Índia; primeira metade do século XVIII

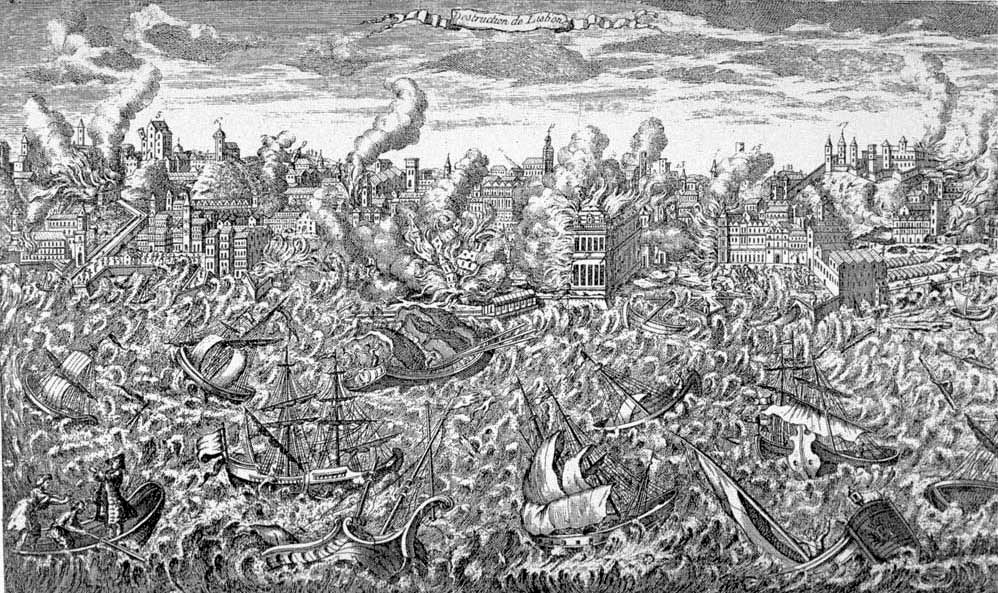
Gravura em cobre de 1755 que mostra as ruínas de Lisboa em chamas e um maremoto esmagador aos navios no porto

Durante os séculos XV e XVI, com o seu império global que incluía possessões na África, Ásia e América do Sul, Portugal manteve-se entre os grandes poderes económicos, políticos e culturais. Interesses ingleses, holandeses, franceses e espanhóis em torno dos bens estabelecidos, possessões ultramarinas de Portugal e postos comerciais, testavam a hegemonia comercial e colonizadora de Portugal na Ásia, África e no Novo Mundo. No século XVII, a longa Guerra de Restauração Portuguesa (1640–1668) entre Portugal e Espanha terminou o período de sessenta anos da União Ibérica (1580–1640).
O Terramoto de Lisboa em 1755 e no século XIX, os conflitos armados com forças invasoras francesas e espanholas e a independência do Brasil, interromperam a estabilidade política e o crescimento económico. A partilha da África durante o século XIX pressionou o país a desviar a maiores investimentos para o continente para garantir os seus interesses. No final do século XIX, Portugal tinha uma das maiores taxas de analfabetismo na Europa Ocidental, assim como uma industrialização e os sistemas de transporte subdesenvolvidos. A Revolução Industrial, que se tinha espalhado por vários outros países europeus foi quase esquecida em Portugal. Sob o governo de Carlos I, penúltimo rei de Portugal, o país foi declarado falido por duas vezes, em 14 de junho de 1892 e 10 de maio de 1902, causando perturbações socioeconómicas. No entanto, foi nesse período que o antecessor da Bolsa de Valores de Lisboa foi criado em 1769 como a Assembleia dos Homens de Negócio na Praça do Comércio, no centro da cidade de Lisboa. Em 1891, a Bolsa de Valores do Porto foi fundada. As colónias portuguesas na África iniciaram um período de grande desenvolvimento económico alimentado pelo ambicioso Chartered Companies e uma nova onda de colonização.
Com o início da revolução francesa e das guerras napoleónicas, Portugal entrou num período superior a cinco décadas durante as quais as principais questões foram decididas em grande parte pela influência e pressões de potências estrangeiras. Portugal continuou fiel à sua aliança com a Inglaterra durante as guerras francesas e protegido pela geografia, foi capaz de um tempo para ficar em grande parte independente do imperialismo francês. Em 1801, uma invasão de fronteira por forças espanholas aliadas à França tomou o distrito fronteiriço português de Olivença, em que foi chamado a Guerra das Laranjas. Os primeiros efeitos do desenvolvimento económico moderno começou a ser sentidos no início do século XIX, não tanto em termos de expansão nacional de Portugal, mas como uma consequência da concorrência externa e de importações. A industrialização da Grã-Bretanha começaram a produzir tantos produtos têxteis, principalmente, tão barato que cortaram profundamente o mercado doméstico em Portugal e em exportações portuguesas para sua colónia do Brasil. Assim como duras nos seus efeitos como a concorrência britânica foi o fecho dos mercados pela guerra e pela independência do Brasil em 1822, que durante 1796-1806 tinha representaram três quartos de todo o comércio português, re-exportações do Brasil, totalizando 60-80% de todas as exportações portuguesas; a maior parte deste comércio valioso foi perdida. Ao todo, as exportações fabricadas em Portugal, embora nunca muito extenso, diminuiu para 66% do seu volume em 1805 e 10% em 1810 e recuperou apenas 27% em 1820. O período de 1808 a 1826 foi um período de deflação geral dos preços, com declínio particularmente acentuado nos preços e do comércio entre 1817 e 1820. Estas pressões económicas foram de grande importância no incentivo a costeira burguesia para apoiar a revolta por um governo representativo que possa fornecer mais estímulo para o desenvolvimento económico.

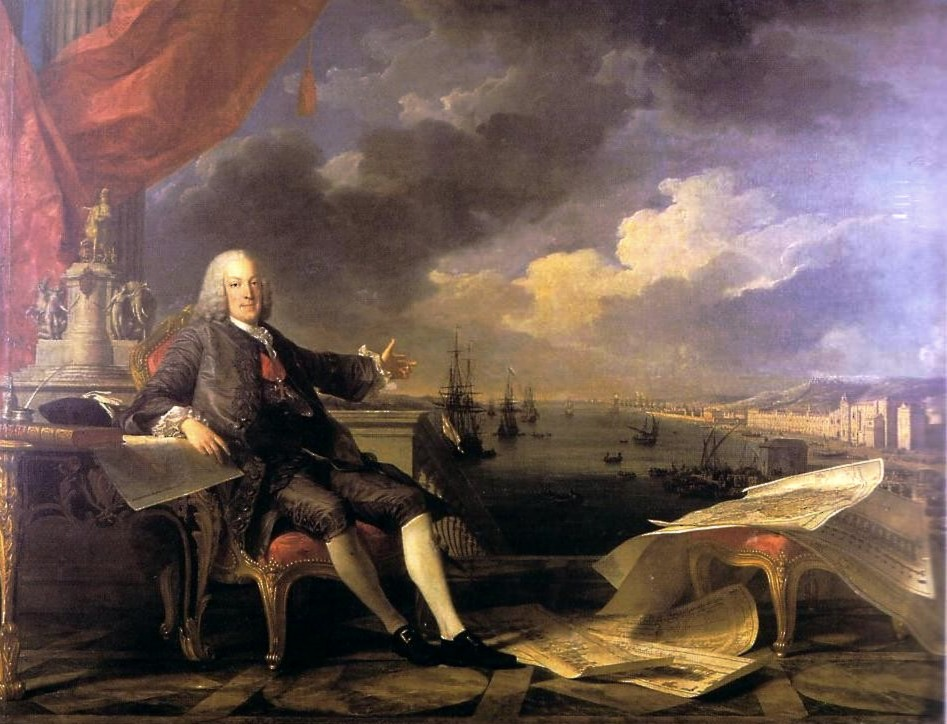
Sebastião José de Carvalho e Melo, marquês de Pombal, "A Expulsão dos Jesuítas" por Louis-Michel van Loo e Claude-Joseph Vernet, 1766

Similarmente, a perda do Brasil, juntamente com o problema geral do comércio de refrigério em um deflacionado mercado, incentivou o primeiro esforço real para aumentar a fabricação portuguesa desde o Marquês de Pombal. As duas primeiras ondas de pré-industrialização portuguesa foram o programa Ericeira  de 1675-1690 e os esforços Pombalinos de 1769-1778. O terceiro ocorreu nos dois anos após o triunfo do liberalismo em 1820. 177 estabelecimentos de novas fábricas foram criados, um aumento de 15 por cento, a perfazer um total de 1 031 lojas, a maioria deles muito pequenos. Nos dezoito meses seguintes, a partir de meados de 1822 até o final de 1823, o número subiu 20 por cento, o principal beneficiário é o distrito do Porto. Durante a década seguinte, de tumulto interno houve pouco avanço no comércio, mas uma nova onda de industrialização desenvolvida após 1835. O movimento Setembrada de 1836 foi de certa forma um movimento de industrialistas, como alguns de seus líderes foram industriais e pequenos comerciantes, teve o apoio de artesãos e trabalhadores. Certos líderes da Setembrada, especialmente Sá da Bandeira, foram os primeiros a conceber o desenvolvimento económico da África Portuguesa para complementar a ampliação do comércio e da indústria metropolitana de Portugal. Em geral, a mecanização da indústria portuguesa começou por volta de 1835, mas sua dependência da importação de máquinas a vapor e outras máquinas tornaram o processo muito lento. Em 1845, apenas 30 das 634 unidades fabris (embora apenas algumas das quais se podiam realmente considerar como fábricas) possuía o poder de vapor. Na pós-1835 da fase de mecanização, a região de Lisboa progredia mais rapidamente que o Porto.
A base da economia portuguesa, a agricultura, começou a mudar, mas também muito lentamente. No início do século XIX, apenas cerca de um sexto da massa terrestre de Portugal foi cultivada, é duvidoso que a proporção havia sido mais elevada. As reformas económicas do regime liberal, da igreja e algumas terras reais, a partir da cisão da aristocracia, usufruto e abolição de muitas obrigações senhoriais, extremamente ampliados de mercado da terra e as oportunidades para a agricultura. Embora muitos dos direitos foreiros e foram varridos, as reformas reuniu a maioria dos elementos mais ricos para o regime liberal. A extensão de terra cultivada aumentou, embora não tão dramática como em Espanha durante o mesmo período. Entre os camponeses, o cultivo de subsistência de milho e batatas também aumentou. A produção de mercado aumentou um pouco, entre 1839 e 1855, Portugal exportou grãos, pela primeira vez em séculos. Não está inteiramente claro, no entanto, se este era devido ao grande aumento de produção ou devido a uma mudança nos padrões comerciais e de transporte, uma vez que um volume considerável de grãos também foi importado da Espanha. Não se verificaram melhoras significativas na técnica agrícola, que não foi tão avançada como em Espanha. Assim, as mudanças na fundiária portuguesa e da agricultura entre 1834 e 1855 não foram em todas as reformas drásticas produtivo, mas apenas na consolidação de uma nova classe de proprietários média e grande porte, provenientes da classe média alta e da aristocracia, que agora controlam as principais fontes de riqueza. Essa classe foi capaz, em conjunto com grandes interesses comerciais e financeiros, a maior parte de controle de governança portuguesa por quase 70 anos após o retorno da Carta em 1842.

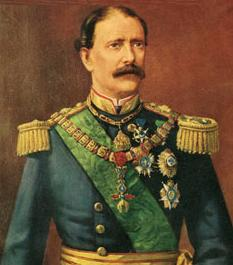
Ministro Fontes Pereira de Melo

Fontes Pereira de Melo foi o principal defensor de uma política de desenvolvimento económico que ficou conhecido como Fontismo, o equivalente da expansão económica portuguesa da Espanha e de construção da estrada de ferro de 1855-1865. Fontes consolidou a dívida nacional em 3% e criado um novo ministério das obras públicas, construção de mais estradas, início da construção do telégrafo, e encorajar a expansão da estrada de ferro. Novo crédito foi obtido, os investimentos estrangeiros foram estimulados, os impostos foram aumentados e reorganizados, enquanto os direitos de tarifas foram reduzidos. Em geral, o programa visava que algumas das fundações, em particular na comunicação e transporte, para uma economia mais moderna. Houve poucas tentativas de industrialização direta, porém, e os custos foram apoiados na sua maioria pelas classes mais baixas, em forma de impostos especiais de consumo. Os impostos de propriedade, como em Espanha, tendeu a ser manipulado em favor dos detentores de grandes em detrimento dos pequenos proprietários. Esta orientação geral caracteriza a política económica do Governo Português para a próxima geração. As más condições económicas em 1855-1856, entretanto, juntamente com a crítica de concessões demasiado generosa para os investidores estrangeiros, desempenharam um papel importante na erosão do apoio político do Governo Português, levando à renúncia de Fontes em 1856. O Fontismo foi praticado nas décadas de 1850 e de 1860, tendo levado a um grande desenvolvimento nas áreas do comércio, finanças e transportes.
O primeiro banco de boa-fé português, o Banco de Lisboa, foi fundado em 1821. O número de bancos aumentou para três em 1858, treze em 1867 e 52 em 1875. Depósitos aumentaram oito vezes entre 1858 e 1875. Os primeiros banqueiros portugueses vieram principalmente do comércio por grosso, uma vez que esta foi à maior fonte de lucro e formação de capital na economia tradicional portuguesa. Alguns grandes proprietários de terras também se envolveram, mas no século XIX os bancários portugueses mostraram pouco interesse na tentativa de financiar o desenvolvimento industrial. Os seus recursos eram limitados e que preferiram lucro fácil, juros elevados, através de empréstimos de curto prazo, títulos do governo, projectos de transporte e de hipotecas imobiliárias. A construção de ferrovias portuguesas foi iniciada logo após da Espanha e em grande parte as mesmas condições financeiras, mas o ritmo de seu desenvolvimento foi consideravelmente mais lento. O capital estrangeiro, tecnologia e favoritismo político desempenharam um papel importante. A primeira curta ferroviária de Lisboa foi construída em 1856 e os quilómetros de trilhos aumentados. Por volta de 1860, o centro das atenções nos assuntos públicos foi tomada pela situação financeira, que atormentou Governo Português para o fim da monarquia em 1910 e ao longo da história da república parlamentar que se seguiu. A dívida pública cresceu rapidamente, quase duplicando entre 1854 e 1869, quando atingiu um nível de quase 50 dólares per capita, um peso esmagador de um país tão pobre. As joias reais foram vendidas e as reais propriedades hipotecadas, mas o principal problema era pobre governo de gestão de resíduos, a corrupção, acima de tudo, a receita extremamente baixa de uma economia improdutiva. Toda a vinculação de propriedades foi abolida em 1863, a abertura do mercado para a produção agrícola, mas os efeitos desta foram lentos em chegar; Fontismo baseou-se essencialmente aos investimentos estrangeiros e à contracção de empréstimos, ao incentivar o livre-comércio (em detrimento da casa cresceu de produção) e a manutenção de elevados impostos especiais de consumo.
Um novo movimento de oposição entre os intelectuais radicais começaram depois de 1865. Em 1867, um pequeno elemento de progressistas da classe média se juntou com o mais liberal dos livros históricos para formar uma forma pouco organizada agrupamento conhecido como o popular ou um partido reformista. Protestos entre as classes mais baixas e mais impostos sobre o consumo entre os empresários sobre a concorrência externa e impostos montado de forma constante. Uma tentativa do governo de aumentar impostos sobre o consumo ainda estava bloqueada por uma revolta dos comerciantes no Porto e em várias outras cidades no primeiro dia de 1868 (e, portanto, denominado Janeirinha). O gabinete Fusionista foi forçado a se demitir e foi substituído por um ministério reformista que pretendia reduzir o orçamento e equilibrar a estrutura de impostos. Falta de apoio organizado, a unidade interna e um programa de corte raso, de ter conseguido pouco. O grande desenvolvimento da economia portuguesa do final do século XIX foi a expansão da agricultura, que teve início em meados do século, mas aumentou somente na década de 1890. Havia pelo menos três factores principais envolvidos. A população aumentou de forma constante apesar da emigração e a demanda por alimentos cada vez montada. Em segundo lugar, todos os morgados (vinculação de propriedades) foram finalmente abolidos em 1863, completando a abertura do mercado de terras. Em terceiro lugar, a tarifa primeira metade do século, que forneceu a proteção real de grãos foi aprovada em 1889. Ao todo, entre 1874 e 1934 a extensão da área cultivada em Portugal aumentaram 70 por cento. O direito de nova sucessório na terra após 1863 previsto divisão igualitária dos bens entre os herdeiros e o tamanho médio das unidades de cultivo português permaneceu sem viabilidade económica de pequeno porte. Em 1868, cinco anos após a extinção definitiva dos morgados, havia 5.678.385 propriedades agrárias média de 1,55 hectares. Em grande parte do Minho, minifúndios eram ainda mais a regra do que em espanhol na Galiza. Alguns proprietários de propriedade muitas pequenas propriedades e arrendamento ainda eram comuns, mas pode ter havido um percentual ligeiramente maior de pequenos proprietários de terra do que em Espanha em geral. Muitos inquilinos mantinham direitos ao longo prazo emphyteutic. Expansão da agricultura camponesa foi incentivada pela queda nas despesas fixas com a inflação lento do final do século XIX. O cultivo de milho foi prorrogado e alguma melhoria na técnica foi possibilitada pelo aumento do uso de fertilizantes, principalmente estrume e novas fontes de água.
A maior extensão de cultivo não ocorreu na densamente povoadas, cultivadas Minho, mas no sul de dois terços de Portugal, onde o Alentejo foi finalmente repovoada pelo fim do século. Em parte por causa da expansão agrícola da Década de 1890 foi uma década de rápido crescimento no comércio. Isso ocorreu apesar de a tarifa de 1892, que marcou swing de Portugal, embora em menor grau, em direcção a tendéncia geral de mais pesado do proteccionismo na Europa durante o século XIX. Houve também uma nova onda de industrialização no virar do século XX, ainda era modesto e mal serviu para compensar o crescimento extremamente lento na fábrica de violência doméstica. Portugal ainda sofreu com as principais deficiências dos países subdesenvolvidos: a falta de capital para investimentos produtivos, mão de obra qualificada, saber-fazer tecnológico (havia apenas 150 engenheiros qualificados em Portugal em 1870) e matérias-primas industriais. Houve um aumento significativo do investimento empresarial durante a segunda metade do século, mas era muito pequeno em comparação com os países industrializados. Mesmo durante a primeira década do século XX, o investimento empresarial no comércio superou a da indústria.
Até ao final do século XVIII, o peso da sociedade portuguesa começou a mudar pela primeira vez desde a Idade Média. Embora a estrutura camponesa tradicional permanecesse quase inalterada, uma nova classe média superior de riqueza e potencial de influência estava a começar emergir. Era composta por elementos da burguesia comercial das cidades costeiras, uma elite de burocratas educados e cargos, alguns dos proprietários de terras não-a istocrática e pequena nobreza no centro e do centro-sul de Portugal. A aristocracia tradicional já estava em declínio. No entanto, a mudança incipiente no peso das elites portuguesas, não teve consequências políticas imediatas, para a preeminência da monarquia absolutista portuguesa praticamente permaneceu inquestionável. As reformas do despotismo esclarecido elitista cumprido quase todas as ambições da classe alta média nova. A revolta republicana foi mais um sinal da mudança dos tempos, ao invés de uma ameaça imediata. O verdadeiro problema foi à crise financeira nacional precipitada pela humilhação diplomática e incerteza política. Uma moratória bancária teve de ser declarada e se aproximou do estado de falência em 1891-1892. Os credores estrangeiros exigiram o controlo internacional das alfândegas portuguesas e o governo alemão pediu uma demonstração naval fora de Lisboa semelhante à que recentemente esgrimidos contra a Venezuela. O eminente historiador cultural e crítico político Oliveira Martins tornou-se Ministro das Finanças em um novo governo sem partido em 1892, mas não conseguiu ganhar passagem nas eficazes reformas financeiras.

## República Portuguesa
Em  1 de fevereiro de 1908, o Rei D. Carlos I foi assassinado quando ele retornava do palácio de Vila Viçosa para Lisboa. Manuel II se tornou o novo rei, mas acabou por ser derrubado durante a Revolução 5 de Outubro de 1910, que aboliu a monarquia e instalou o republicanismo.
A Primeira República de Portugal (1910–1926) tornou-se, nas palavras do historiador Douglas L. Wheeler, a "parteira do mais longo sistema europeu de sobrevivência autoritária". Sob o regime de dezesseis anos de república parlamentar, com seus quarenta e cinco governos, os crescentes déficits fiscais, financiados pela criação de dinheiro e empréstimos estrangeiros, culminou em hiperinflação e uma moratória sobre o serviço da dívida externa de Portugal. O custo de vida por volta de 1926 era trinta vezes maior do que aquilo que tinha sido em 1914. Imprudência fiscal e aceleração da inflação deram lugar à maciça fuga de capital, o investimento doméstico incapacitante. O florescente emprego no setor público durante a Primeira República foi acompanhado por um encolhimento perverso da parte da força de trabalho industrial no emprego total. Apesar de algum progresso ter sido feito no sentido de aumentar o nível de alfabetização, 68,1 por cento da população de Portugal era ainda classificada como analfabeta pelo Censo de 1930.

### A economia sob o regime do "Estado Novo"

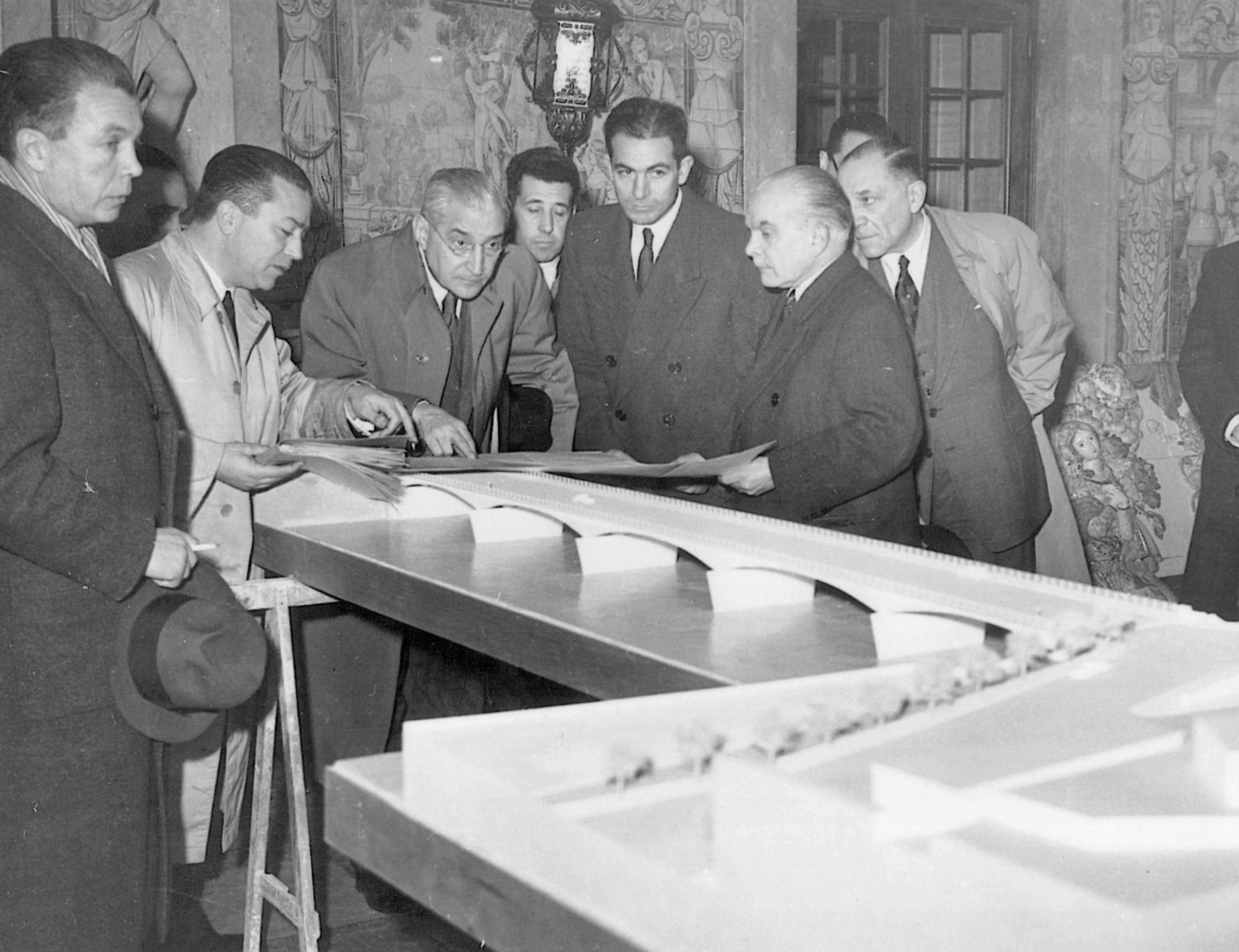
Salazar a observar maquete de Edgar Cardoso da Ponte de Santa Clara em Coimbra

A Primeira República foi encerrada por um golpe militar em Maio de 1926, mas o governo recém-instalado não conseguiu consertar precária situação financeira da Nação. Em vez disso, o Presidente Óscar Fragoso Carmona convidou António de Oliveira Salazar para dirigir o Ministério das Finanças e o último a aceitar o cargo desde que ele ter o poder de veto sobre todas as despesas fiscais. Na época de sua nomeação em 1928, Salazar ocupou a Cadeira de Economia na Faculdade de Direito da Universidade de Coimbra e foi considerado por seus pares para ser a autoridade mais ilustre de Portugal sobre a inflação. Durante quarenta anos, primeiro como Ministro das Finanças (1928–1932) e depois como Primeiro-Ministro (1932–1968), doutrinas políticas e económicas de Salazar moldou o progresso do País.
Do ponto de vista do caos financeiro do período republicano, não era de estranhar que Salazar considerava que os princípios de um equilíbrio orçamental e da estabilidade monetária como imperativos categóricos. Ao restabelecer o equilíbrio, tanto no orçamento fiscal e da balança de pagamentos internacionais, Salazar conseguiu restaurar a dignidade de Portugal de crédito em casa e no exterior. Porque as contas fiscais em Portugal desde os anos 1930 até início da década de 1960, quase sempre teve um superavit em conta corrente, o Estado tinha meios para financiar projectos de infra-estruturas públicas, sem recorrer a qualquer empréstimo ou financiamento inflacionário no exterior.
No limiar da Grande Depressão, Salazar estabeleceu as bases para o seu Estado Novo. Nem capitalista nem comunista, a economia de Portugal estava quase tradicional. O quadro corporativo no qual a economia portuguesa evoluiu, combinou duas características marcantes: a regulação estatal abrangente e predominantemente privada dos meios de produção. Os principais financistas e industriais aceitaram controlos extenso burocráticos em troca de garantias de propriedade pública mínima de empreendimentos económicos e de certos privilégios monopolistas (ou de concorrência restrita).
Dentro deste quadro, o Estado exerceu ampla autoridade de facto sobre as decisões de investimento privado e do nível dos salários. Um sistema de condicionamento industrial, introduzido pela lei em 1931, uma autorização prévia do Estado para a criação ou re-localização de uma planta industrial. O investimento em máquinas e equipamentos destinados a aumentar a capacidade de uma empresa já existente, também necessária à aprovação do governo. O sistema político era ostensivamente corporativista, como o cientista político Howard J. Wiarda deixa claro: "Na realidade, o trabalho e o capital, de facto toda a rede corporativa institucional, estavam subordinados ao aparelho central do Estado".
No antigo regime, o setor privado de Portugal foi dominado por algumas quarenta famílias proeminente. Essas dinastias industriais eram aliados por casamento com os grandes proprietários de terras tradicionais famílias da nobreza, que detinha a maioria das terras aráveis  no sul do país em grandes propriedades. Muitas dessas dinastias tinham interesses comerciais em África Portuguesa. Dentro deste grupo de elite, as dez principais famílias detinham todos os grandes bancos comerciais, que por sua vez, controlavam uma parcela desproporcional da economia. Porque os funcionários do banco muitas vezes eram membros dos conselhos de administração das empresas cujas acções empréstimos em bancos participaram, a influência dos grandes bancos estendido para uma série de empresas comerciais, industriais e de serviços. A mudança de direcção em Portugal a uma estratégia comercial e financeira moderadamente voltada para o exterior, iniciada no final dos anos 1950, ganhou impulso durante a década de 1960. Até aquele momento o país manteve-se muito pobre e em grande parte subdesenvolvido, devido à sua posição de desvantagem inicial. No entanto, no final dos anos 1950, um número crescente de empresários, bem como os tecnocratas do governo, favoreceram uma maior integração portuguesa com os países industrializados do norte, como um estímulo tão necessário para a economia de Portugal. A influência orientada dos tecnocratas na Europa estava a nascer dentro do gabinete de Salazar. Isto foi confirmado pelo aumento substancial da componente de investimento estrangeiro na formação de capital projectada entre o primeiro (1953-1958) e segundo (1959–1964) planos de desenvolvimento económico, o plano chamado pela primeira vez para um componente do investimento estrangeiro com menos de 6 por cento, mas este imaginou uma contribuição de 25 por cento.

Estados-membros da EFTA desde 1995.
Os antigos estados-membros, agora estados-membros da EU. Portugal aderiu à então CEE em 1986 (hoje UE), a deixar os países da EFTA, onde foi membro fundador em 1960.

O recém-influente da Europa orientada para grupos industriais e técnicos convenceu Salazar que Portugal deveria tornar-se membro fundador da Associação Europeia de Comércio Livre (AECL/EFTA) quando foi organizada em 1959. No ano seguinte, Portugal também se tornou um membro do Acordo Geral sobre Tarifas e Comércio (AGTC), ou Acordo Geral de Tarifas e Comércio (GATT), o Fundo Monetário Internacional (FMI) e o Banco Mundial.
Em 1958, quando o Governo Português anunciou o Plano 1959-1964 de seis anos para o Desenvolvimento Nacional, a decisão tinha sido alcançada para acelerar a taxa do país de crescimento económico, uma decisão cuja urgência cresceu com a eclosão de guerra de guerrilha na Angola em 1961 e depois em outros territórios africanos portugueses. Salazar e seus assessores de política reconheceram o adicional das despesas militares necessidades, bem como transferéncias de aumento dos investimentos oficiais para as "províncias ultramarinas", que só poderiam ser preenchidos por um forte aumento da capacidade produtiva do país. O compromisso de Salazar com a preservação do Estado Portugal "multirracial, pluricontinental" levou relutantemente para procurar créditos externos a partir de 1962, uma ação da qual o Tesouro português se absteve durante várias décadas.

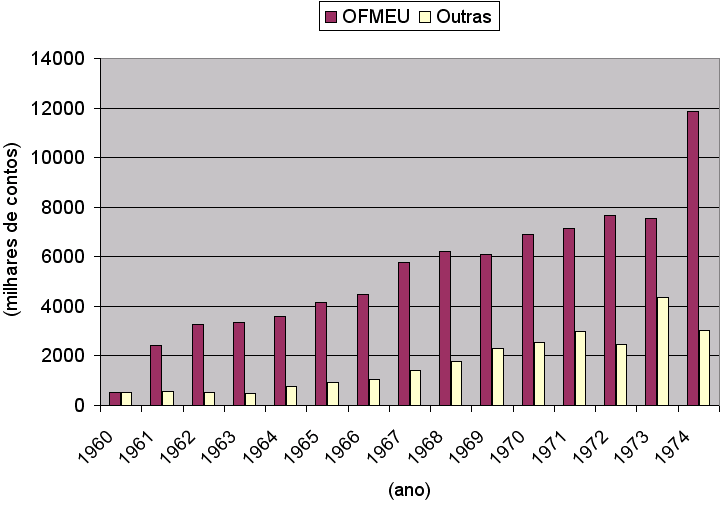
Despesas Militares Portuguesas durante a Guerra Colonial Portuguesa:. OFMEU: Orçamento Geral do Estado para despesas militares no exterior
• conto: expressão popular para

Além de medidas militares, a resposta oficial portuguesa para os "ventos de mudança" nas colónias africanos foi integrá-los administrativamente e economicamente mais estreitamente com o continente. Isto foi conseguido através da população e de transferências de capital, a liberalização do comércio e a criação de uma moeda comum, o chamado Escudo Área. O programa de integração criado em 1961 previa a retirada dos direitos de Portugal sobre as importações de seus territórios ultramarinos de Janeiro de 1964. Este último, por outro lado, foram autorizados a continuar a cobrar impostos sobre produtos importados de Portugal, mas a uma taxa preferencial, na maioria dos casos 50 por cento dos direitos normais cobrados pelos territórios sobre os bens provenientes do exterior da Área Escudo. O efeito desse sistema tarifário de dois níveis foi dar as exportações de Portugal, o acesso preferencial aos seus mercados coloniais. As economias das províncias ultramarinas, em especial os de ambos as províncias ultramarinas de Angola e Moçambique, cresceram.

Territórios ultramarinos portugueses em África durante o regime do Estado Novo: Angola e Moçambique foram de longe os dois maiores desses territórios.

Apesar da oposição aos interesses proteccionistas, o governo português conseguiu trazer certa liberalização do sistema de licenciamento industrial, bem como em redução das barreiras comerciais em conformidade com os acordos do GATT e da EFTA. Os últimos anos da era Salazar testemunharam a criação de importantes empresas privadas organizadas, a incluir um de ferro e siderúrgica integrada, um reparo naval moderna e complexa construção naval, fábricas de montagem de veículos, refinarias de petróleo, petroquímicas, fábricas de celulose e papel, eletrónico e plantas. Como o economista Valentim Xavier Pintado observou, "Atrás da fachada da era Salazar, Portugal conheceu mudanças profundas e duradouras na década de 1960.".

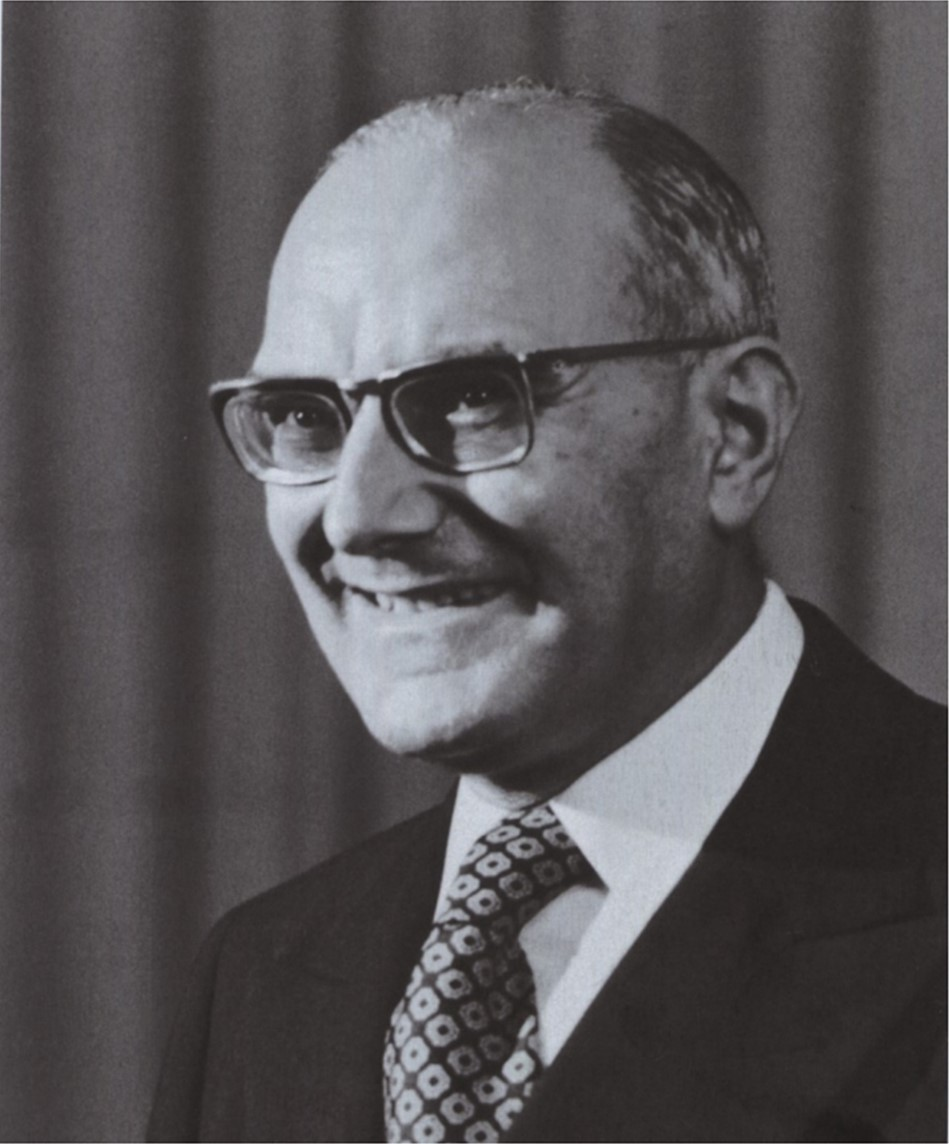
Primeiro-Ministro Marcello Caetano

A liberalização da economia portuguesa continuou sob o sucessor de Salazar, o Primeiro-Ministro Marcello José das Neves Caetano (1968–1974), cuja administração aboliu as exigéncias de licenciamento industrial para as empresas na maioria dos setores e em 1972 assinou um acordo de livre-comércio com a recém-ampliada CE. Sob o acordo, que entrou em vigor no início de 1973, Portugal foi dado até 1980 para abolir as restrições às mercadorias mais da comunidade e até 1985, relativa a certos produtos sensíveis, no montante de cerca de 10 por cento do total das exportações da CE para Portugal. Membros do EFTA e uma crescente presença de investidores estrangeiros contribuíram para a modernização industrial de Portugal e diversificação das exportações entre 1960 e 1973.
Não obstante a concentração dos meios de produção nas mãos de um pequeno número de grupos de base familiar financeiro-industrial, da cultura empresarial portuguesa permitiram uma mobilidade surpreendente para cima das pessoas com formação universitária com origens de classe média para as carreiras de gestão profissional. Antes da revolução, a maior e tecnologicamente mais avançado (e mais recentemente organizada) as empresas ofereceram a maior oportunidade para as carreiras de gestão com base no mérito e não o nascimento.
Até ao início dos anos 1970, o rápido crescimento económico de Portugal com o aumento do consumo e a compra dos novos automóveis a definir prioridade para as melhorias no transporte. Brisa - Auto-Estradas de Portugal foi fundada em 1972 e o Estado concedeu à empresa uma concessão de 30 anos para projectar, construir, gerenciar e manter a auto-moto.

#### Análise retrospetiva
Em 1960, com o início de uma política económica mais voltada para o exterior de Salazar, o PIB per capita de Portugal foi de apenas 38 por cento da Comunidade Europeia (CE-12) em média; até ao final do período de Salazar, em 1968, havia subido para 48 por cento, e em 1973, sob a liderança de Marcello Caetano, o PIB per capita de Portugal atingiu 56,4 por cento de 12-CE em média. Em uma análise de longo prazo, após um período prolongado de divergência económica antes de 1914 e um período de caos durante a Primeira República (1910-1926), a economia portuguesa recuperou-se ligeiramente até 1950, entrando posteriormente em um caminho de convergência económica forte até a Revolução dos Cravos, em 25 de Abril de 1974. O crescimento económico português no período 1950-1973 no âmbito do regime do Estado Novo (e mesmo com os efeitos de um caro esforço de guerra nos territórios africanos contra os grupos guerrilheiros de independência a partir de 1961) criou uma oportunidade para a integração real com as economias desenvolvidas da Europa Ocidental. Através da emigração, comércio, turismo e investimento estrangeiro, os indivíduos e as empresas mudaram os seus padrões de produção e consumo, a provocar uma transformação estrutural. Simultaneamente, a crescente complexidade de uma economia em crescimento trouxe novos desafios técnicos e organizacionais, a estimular a formação de equipas modernas profissionais e de gestão.

### Mudança revolucionária em 1974
A Revolução dos Cravos, teve um grande impacto sobre a economia portuguesa e estrutura social. Inicia-se um êxodo em massa dos cidadãos portugueses a partir de territórios portugueses africanos (na maior parte das colónias de Angola e Moçambique), a criar mais de um milhão de refugiados portugueses, os Retornados. Embora o golpe militar trouxesse o retorno à democracia ao Portugal, a acabar com a impopular Guerra Colonial, onde milhares de soldados portugueses tinham sido convocado para o serviço militar e substituindo o autoritarismo do regime do Estado Novo e a polícia secreta, que reprimiu as liberdades civis e políticas, como também prepararam o caminho para o fim de Portugal como um regime colonial.
A economia portuguesa mudou significativamente, antes da revolução, em comparação com a sua posição na saída 1961-total (PIB a custo de factores) havia crescido 120 por cento em termos reais. O período pré-revolucionário foi caracterizado por taxas de crescimento anual do PIB (6,9 por cento), a produção industrial (9 por cento), o consumo privado (6,5 por cento) e a formação bruta de capital fixo (7,8 por cento).
Apenas em 1991, dezasseis anos depois, fez o PIB como uma porcentagem do CE-12 subida média para 54,9 por cento (quase comparável à que existia na época da Revolução dos Cravos em 1974), principalmente como resultado da participação na Comunidade Económica Europeia desde 1985. Depois da revolução, Portugal não foi capaz de alcançar taxas de crescimento mesmo que seus antecessores.

#### Nacionalizações
A reorganização do Comité de Coordenação do MFA em Março de 1975 trouxe em destaque um grupo de oficiais de orientação marxista. Em aliança com a Confederação Geral dos Trabalhadores Portugueses-Intersindical Nacional, CGTP-IN), a central sindical comunista dominou o comércio conhecido como Intersindical antes de 1977, procuravam uma transformação radical da nação social sistema e da economia política. Essa mudança de direção de um golpe puramente pródemocracia de uma orientação comunista ficou conhecido como o Processo Revolucionário Em Curso (PREC). A abandonar sua postura moderada e reformista, a liderança do MFA estabeleceu em curso arrebatador de nacionalizações e expropriações de terras. Durante o balanço do mesmo ano, o governo nacionalizou a totalidade do capital português de propriedade nos setores bancário, seguros, indústria petroquímica, fertilizantes, fumo, cimento, celulose e setores da economia, assim como também o ferro e a siderúrgica portuguesa, grandes cervejarias, grandes linhas de navegação, a maioria dos transportes públicos, dois dos três principais estaleiros, empresas de núcleo da União Companhia Fabril (CUF), conglomerado de rádio e redes de televisão (com exclusão da Igreja Católica Romana) e importantes empresas do vidro, mineração, pesca e da agricultura. Devido ao papel fundamental dos bancos nacionais como detentores de ações, o governo adquiriu indiretamente posições de capital em centenas de outras empresas. O Instituto para a participação do Estado foi criada para lidar com as muitas empresas distintas e muitas vezes minúsculos em que o Estado tinha, assim, obteve uma participação majoritária. Outras 300 pequenas e médias empresas ficaram sob gestão pública como "intervenção" do governo para resgatá-los da falência após a sua aquisição por parte dos trabalhadores ou o abandono pela administração.
Embora o investimento estrangeiro direto foi legalmente isento de nacionalização, muitas empresas sob controlo estrangeiro reduziram ou deixaram de funcionar por causa da cara assentamentos trabalho forçado ou aquisições trabalhador. A combinação de políticas revolucionárias e um clima de negócios negativo trouxeram uma brusca reversão na tendéncia dos fluxos de investimento direto do estrangeiro.
Após o golpe, tanto as bolsas de valores de Lisboa e Porto foram fechadas pelo revolucionária Junta de Salvação Nacional; Iriam ser reabertos um par de anos mais tarde.
Um estudo pelos economistas Maria Belmira Martins e José Chaves Rosa mostraram que um total de 244 empresas privadas foram directamente nacionalizadas durante os 16 meses a partir de  14 de março de 1975 a  29 de julho de 1976. A nacionalização foi seguida pela consolidação das empresas privadas diversas em cada indústria em monopólios estatais. Como exemplo, a Quimigal, a entidade química e fertilizante, representava uma fusão de cinco empresas. Quatro grandes empresas foram integradas para formar a companhia nacional de petróleo, Petróleos de Portugal (Petrogal). Portucel reuniu cinco empresas de celulose e papel. As 14 empresas privadas  de energia elétrica foram agrupadas em uma única geração de energia e do monopólio de transmissão, Electricidade de Portugal (EDP). Com a nacionalização e fusão das três empresas de tabaco  sob Tabaqueira, o Estado assumiu o controlo total da indústria. As fábricas de cerveja e diversas empresas de distribuição de cerveja foram integradas em duas empresas estatais, Central de Cervejas (Centralcer) e Unicer, uma empresa estatal única, Rodoviária Nacional, foi criada pela fusão das 93 camionagens nacionalizados e as linhas de autocarros. As 47 fábricas de cimento, anteriormente controladas pelos interesses Champalimaud, foram integrados na empresa Cimentos de Portugal (Cimpor). O governo também adquiriu uma posição dominante no setor da construção naval orientada para a exportação e da indústria de reparação naval.
Ao contrário de outros setores, onde empresas privadas existentes eram geralmente consolidadas em monopólios estatais, os sistemas bancários comerciais e da indústria de seguros ficaram com um grau de concorrência. Em 1979, o número de bancos comerciais domésticos foi reduzido de 15 para 9. Não obstante o seu estatuto público, os outros bancos competiam entre si e mantidas suas identidades individuais e políticas.
Antes da revolução, as propriedades da empresa privada dominaram a economia portuguesa a um grau sem precedentes em outros países da Europa Ocidental. Apenas um punhado de entidades próprias ou de propriedade majoritária estado existia, que incluía a empresa responsável pelos correios (CTT), duas das três empresas de telecomunicações (CTT e TLP), a indústria de armamento, e os portos, bem como o Banco Nacional do Desenvolvimento e Caixa Geral de Depósitos, o maior banco de poupança. O Governo Português possuía interesses minoritários na TAP, a companhia aérea nacional, a Siderurgia Nacional, a terceira empresa de telecomunicações Rádio Marconi e em refino de petróleo e empresas de comercialização do petróleo. As ferrovias, dois bancos coloniais (Banco de Angola e do Banco Nacional Ultramarino, BNU) e o Banco de Portugal eram maioria de propriedade privada, mas publicamente administrados. Finalmente, embora de propriedade privada, as empresas de tabaco foram operados sob concessões do governo.
Dois anos após o golpe militar, o setor público alargado representaram 47 por cento do país Formação Bruta de Capital Fixo (FBCF), 30 por cento do total do Valor Adicionado (VA) e 24 por cento do emprego. Estes comparação com 10 por cento da FBCF, 9 por cento do VA e 13 por cento do emprego no setor público tradicional de 1973. A expansão do setor público desde a revolução foi particularmente visível na fabricação pesada, nos serviços públicos incluindo electricidade, gás, transportes e comunicações e no setor da banca e dos seguros. Além disso, de acordo com o Instituto para a participação do Estado, estes números não incluem as empresas privadas com intervenção estatal temporário, com participação minoritária do Estado (menos de 50 por cento das ações ordinárias), ou empresas de trabalhos geridos e coletivos agrícolas.

#### Reforma agrária
De acordo com estimativas do governo, cerca de 900 mil hectares (ou 2,2 milhões acres) de terras agrícolas foram ocupadas entre Abril 1974 e Dezembro de 1975, em nome da reforma agrária, 32% destes foram consideradas ilegais. Em Janeiro de 1976, o governo prometeu restaurar as terras ocupadas aos seus proprietários e em 1977, promulgou a Revisão da Lei de Reforma Agrária. A restauração começou em 1978.

#### A fuga dos cérebros
Para agravar o problema das nacionalizações maciças foram as fugas dos cérebros (ou en:brain drain, em inglês) de competências gerenciais e técnicas longe de empresas públicas. As medidas de redistribuição de renda do regime revolucionário MFA, juntamente com os expurgos "anti-fascistas" nas fábricas, escritórios e grandes propriedades agrícolas, provocou um êxodo de capital humano.
Uma análise detalhada da perda de recursos gerenciais em Portugal está contida em Harry M. Makler pesquisas de acompanhar de 306 empresas tiveram lugar em Julho de 1976 e novamente em Junho de 1977. Seu estudo torna claro que a nacionalização foi maior nas indústrias modernas, grandes e tecnicamente avançada do que os tradicionais, como têxteis, vestuário e construção. Em pequenas empresas (50-99 trabalhadores), apenas 15 por cento dos industriais menores, em comparação com 43 por cento nas organizações maiores. Nas grandes empresas (1.000 ou mais empregados), mais da metade menor. Cálculos de Makler mostram que quanto maior a classe socioeconómica da pessoa, maior a probabilidade de que eles tinham deixado a empresa. Ele também observa que “o móvel mais ascendente também tinham maior probabilidade de ter desistido do que aqueles que eram socialmente descendentemente móveis.”. Significativamente, uma percentagem muito maior de gestores profissionais (52 por cento) em comparação com os donos de produção, tais como os fundadores (18%), os herdeiros (21%), e para os proprietários gestores (32%) tinham deixado as suas empresas.[carece de fontes?]
A Constituição de 1976 confirmou o papel grande e intervencionista do Estado na economia. Seu caráter marxista, que durou até a revisão de 1989, foi revelado em uma série de seus artigos, que apontou para uma “sociedade sem classes” e a “socialização dos meios de produção”, proclamou todas as nacionalizações efetuadas depois de 25 de abril de 1974, como “conquistas irreversíveis das classes trabalhadoras”. A Constituição também definiu novas relações de poder entre trabalho e gestão, com um forte viés em favor do trabalho. Todos os regulamentos com referência às demissões, a incluir o despedimento coletivo, foi circunscrito pelo artigo 53.[carece de fontes?]

#### Papel do novo setor público
Após a revolução, a economia portuguesa experimentou uma rápida e por vezes incontroláveis, expansão dos gastos públicos, tanto na administração pública e nas empresas públicas (principalmente aos partidários ao governo em empresas estatais nas quais não entendem). A defasagem na arrecadação do setor público resultou em grandes empresas públicas e déficits do governo. Em 1982, a necessidade de financiamento do setor público consolidado atingiu 24 por cento do PIB, seu nível máximo, que foi reduzida para 9 por cento do PIB em 1990.
Para conter o crescimento da demanda doméstica, o Governo Português foi obrigado a prosseguir Fundo Monetário Internacional (FMI), monitorados os programas de estabilização em 1977-78 e 1983-85. As grandes economias negativas do setor público (incluindo as empresas estatais) se tornaram uma característica estrutural da economia política de Portugal após a revolução. Impedimento oficial para o rápido crescimento económico a partir de 1974 incluiu a regulamentação dos preços onipresente, bem como de intervenções pesadas no mercado de fatores e a distribuição de renda.
Em 1989, o primeiro-ministro Aníbal Cavaco Silva conseguiu mobilizar o voto de dois terços na Assembleia da República para alterar a Constituição, permitindo assim a desnacionalização dos bancos estatais e outras empresas públicas, nacionalizadas em 1974. Privatização, desregulamentação económica, reforma tributária, demissões de funcionários públicos (corruptos e incompetentes) e dos partidários do governo em empresas estatais recém-privatizadas (responsáveis pelo sucateamento das empresas estatais), tornou-se a preocupações mais importantes da política pública, como Portugal prepara-se para os desafios e as oportunidades de participação no mercado interno da CE, na década de 1990.

#### O não-financiamento público das empresas
Após as nacionalizações radicais em meados dos anos 1970, as empresas públicas se tornaram um dos principais componentes do setor público consolidado de Portugal. O setor nacionalizado de Portugal, em 1980, incluía um núcleo de 50 empresas não financeiras, que eram inteiramente do governo. Este assim chamado grupo de empresas públicas não financeiras como o Instituto da participação do Estado, uma holding com investimentos em algumas empresas subsidiárias de setenta, um grande número de entidades estatais de fabricação ou venda de bens e serviços agrupados com as empresas nacionalizadas para as contas nacionais (armamento, agricultura e infraestrutura pública, tais como portas) e um grande número de mais de 50 por cento da operacional EPNF de direito privado. No total, essas empresas públicas representaram 25 por cento do VA do PIB, 52 por cento da FBCF e 12 por cento do emprego total em Portugal. Em termos de FBCF e VA, a escala relativa de entidades públicas de Portugal excedeu a das outras economias da Europa ocidental, incluindo os países membros da CE.
Embora as nacionalizações quebrassem a concentração do poder económico que vinham sendo realizada por grupos financeiros e industriais, a posterior fusão de várias empresas privadas em single empresas públicas deixaram os mercados domésticos ainda mais monopolizados. Exceptuando os casos especiais, como em ferro e aço, onde as economias de escala são ideais para empresas muito grandes, havia alguma dúvida quanto à conveniência de estabelecer monopólios nacionais. A eliminação da concorrência após a tomada oficial de indústrias como o cimento, produtos químicos e de camionagem, provavelmente, reduziu os incentivos gerenciais para redução de custo e avanço técnico.
Não foi de estranhar que muitas empresas nacionalizadas experiência operacional grave e dificuldades financeiras. Operações de Estado enfrentou uma incerteza considerável quanto aos objetivos das empresas públicas, com implicações negativas para a tomada de decisões, muitas vezes em desacordo com os critérios de mercado. Em muitos casos, os gestores das empresas públicas eram menos capazes do que os seus congéneres do setor privado para resistir a fortes reivindicações salariais dos sindicatos militantes. Além disso, os gerentes de empresas públicas foram necessários para a conveniência política de manter uma força de trabalho redundante e congelar os preços ou tarifas de serviços públicos por longos períodos em face do aumento dos custos. O excesso de pessoal foi particularmente flagrante na Petrogal (o monopólio do petróleo nacional) e Estaleiros Navais de Setúbal (Setenave), a construção naval, totalmente detida pelo Estado e as empresas de reparação. O fracasso das empresas de transporte público para aumentar as tarifas durante um período de aceleração da inflação resultou em prejuízos operacionais substanciais e obsolescência do estoque de capital do setor.
Como grupo, as empresas públicas executadas mal financeiramente e confiou excessivamente sobre o financiamento da dívida de ambos os bancos nacionais e estrangeiros comercial. O funcionamento e os problemas financeiros do setor empresarial público foram revelados por um estudo do Banco de Portugal, abrangendo o ano 1978-1980. Baseado em um levantamento de 51 empresas, que representaram 92 por cento do VA do setor, a análise confirmou o estado de debilidade financeira das empresas públicas, como evidenciado por sua participação inadequada e os rácios de liquidez. As perdas consolidadas das empresas incluídas no estudo aumentaram 18,3 a 40,3 milhões de contos de 1978-1980, ou 4,6 por cento para 6,1 por cento do património líquido, respectivamente. As perdas foram concentradas no transporte e em menor medida, o transporte de equipamentos e materiais (principalmente construção e reparação naval). Os encargos orçamentais das empresas públicas foram substanciais: as transferências da empresa para o Governo Português (sobretudo impostos) ficaram aquém das receitas do governo na forma de subsídios e transferências de capital. Os maiores empresas estatais não-financeiras registadas (descontados a inflação), as perdas no período de sete anos-1977-1983 equivalente a 11 por cento do capital investido. Não obstante as suas perdas substanciais de funcionamento e estrutura de capital fraco, essas grandes empresas financiadas 86 por cento dos seus investimentos de capital de 1977-1983 através do aumento da dívida, dos quais dois terços foram estrangeiros. A rápida acumulação de dívida externa de Portugal 1978-1985 foi em grande parte associada às empresas públicas.

#### Administração Pública
A parte das despesas da administração pública, também chamada de governo geral (incluindo despesas de capital), no PIB subiu de 23 por cento em 1973 para 46 por cento em 1990. Do lado da receita, a tendência de crescimento foi menos pronunciada: a maior participação de quase 23 por cento em 1973 para 39,2 por cento em 1990. De um superávit modesto antes da revolução, em 1973, o saldo do governo oscilou para um grande déficit de 12 por cento do PIB em 1984, caindo depois para 5,4 por cento do PIB em 1990. Significativamente, tanto as despesas correntes e despesas de capital praticamente dobrou sua participação do PIB entre 1973 e 1990: gastos do governo posterior aumentaram de 19,5 por cento para 40,2 por cento, os gastos de capital de 3,2 por cento para 5,7 por cento.
Além do esforço de investimento em crescimento, que inclui transferências de capital para as empresas públicas, padrões de despesas do governo desde a revolução reflete a rápida expansão do número de funcionários públicos e pressão para redistribuir a renda, principalmente através de transferências correntes e subsídios, bem como obrigações de interesse crescente. A categoria "transferências correntes" quase triplicou sua participação no PIB entre 1973 e 1990, de menos de 5 por cento para 13,4 por cento, refletindo o crescimento explosivo do sistema de segurança social, tanto no que diz respeito ao número de pessoas abrangidas, a ampliação de benefícios. Escalada de juros sobre a dívida pública, de menos de meio por cento do PIB em 1973 para 8,2 por cento do PIB em 1990, foram o resultado de tanto uma elevação da dívida em si e mais as taxas reais de juros efetiva.
A redução do défice público, desde meados dos anos 1980 e associado a flexibilização da necessidade de financiamento foi causado tanto por um pequeno aumento na participação das receitas (de dois pontos percentuais) e a contração relativamente acentuada de subsídios correntes, de 7,6 por cento do PIB em 1984 para 1,5 por cento do PIB em 1990. Esta redução foi consequência direta do abandono gradual pelo governo de sua política de restrições sobre o aumento das taxas de serviços públicos e os preços dos alimentos, contra a qual paga os subsídios às empresas públicas.
Reforma tributária, a compreender tanto direta quanto indireta tributação era um elemento importante de um esforço mais abrangente de modernização da economia no final dos anos 1980. O objetivo principal destas reformas foi promover a mais eficiente e mais orientada para o mercado o desempenho económico.
Antes da reforma, cerca de 90 por cento da matéria coletável é constituída por pessoal da renda do trabalho. Alíquotas fiscais marginais sobre rendimentos do trabalho foram muito elevados, mesmo em níveis relativamente baixos de renda, especialmente após a revolução. O grande número de isenções fiscais e benefícios fiscais, juntamente com taxas marginais de imposto, implicaram a progressiva erosão da base tributária através de evasão fiscal. Além disso, adesão portuguesa à CE criou o imperativo de uma série de mudanças no sistema tributário, especialmente a introdução do Imposto sobre o Valor Acrescentado.
A reforma procedeu em duas parcelas principais: o IVA foi introduzido em 1986, a reforma do imposto de renda, tanto para a renda pessoal e empresarial, tornou-se efectiva em 1989. O IVA, cuja taxa normal de 17%, substituiu todos os impostos indiretos, como o imposto sobre transações, o imposto de estrada de ferro e taxa de turismo. Taxas de imposto marginal sobre a renda pessoal e empresarial foram substancialmente reduzidos e no caso dos impostos individuais, o número de faixas foi reduzido para cinco. A taxa básica de IRC foi de 36,5%, e a taxa marginal máxima de imposto sobre a renda pessoal foi reduzido de 80% para 40%. A 25% imposto sobre ganhos de capital foi cobrado sobre o investimento direto e de carteira. Receitas de Negócios investidos em projetos de desenvolvimento estavam isentos do imposto sobre ganhos de capital, se os bens foram retidos por pelo menos dois anos.
Estimativas preliminares indicam que parte do aumento observado nas receitas dos impostos diretos em 1989-90 foi de natureza permanente, a consequência de uma redefinição do lucro tributável, uma redução das deduções permitidas, e no encerramento da maioria dos benefícios fiscais para as empresas. O resultado ampliação da base de imposto de renda permitiu uma redução das taxas marginais de imposto, reduzindo o efeito de desincentivo ao trabalho e à poupança.

#### Desequilíbrios macroeconómicos e dívida pública

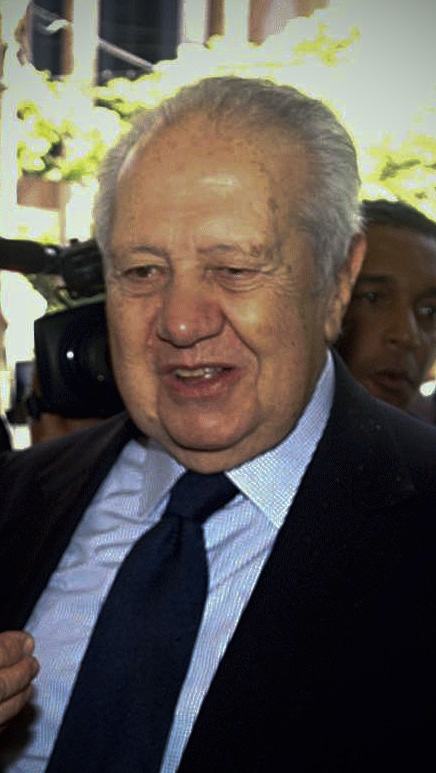
Mário Soares, do Partido Socialista (PS), serviu como primeiro-ministro de Portugal 1976 a 1978 e de 1983 a 1985. A situação económica de Portugal obrigou o governo a prosseguir o Fundo Monetário Internacional (FMI), monitore os programas de estabilização em 1977–1978 e 1983–1985.

Entre 1973 e 1988, a dívida pública/PIB quadruplicou, atingindo um pico de 74 por cento em 1988. Este crescimento da dívida absolutos e relativos só foi parcialmente atribuída ao acúmulo de déficits do governo. Ele também refletia a reorganização de diversos fundos públicos e das empresas, a separação de suas contas das do governo e sua consolidação fiscal. A tendência de aumento da dívida pública/PIB foi invertida em 1989, como um aumento das receitas fiscais ligadas à reforma fiscal e da redução dos déficits das empresas públicas reduziram a Necessidade de Financiamento do Setor Público (NFSP; ou Public Sector Borrowing Requirement) em relação ao PIB. Depois de cair para 67% em 1990, a dívida pública/PIB teve diminuição continuada, a reflectir contenção orçamental e a prosseguir o aumento de privatização.
A estrutura de financiamento dos déficits públicos havia mudado desde meados dos anos 1980 devido a dois fatores. Em primeiro lugar, a flexibilização da NFSP e determinação do governo de reduzir a relação dívida externa/PIB levou a uma forte redução do endividamento no exterior. Em segundo lugar, desde 1985, a parcela do financiamento não monetário aumentou vertiginosamente, não apenas sob a forma de questões públicas de títulos do Tesouro, mas também, desde 1987-88, sob a forma de títulos de médio prazo do Tesouro.
A magnitude do déficit do setor público (incluindo a das empresas públicas) teve um efeito crowding-out do investimento privado. Os bancos nacionalizados foram obrigados por lei a aumentar sua participação de papeis do governo tendo taxas de juros negativas. Essa absorção maciça de fundos pelo setor público foi em grande parte à custa das empresas privadas, cujo financiamento foi muitas vezes constrangido pelos controlos quantitativos ao crédito.
A adesão de Portugal na CE resultou em substanciais transferências líquidas em média 1,5 por cento do PIB anual durante 1987-1990. O grosso dessas transferências foram "estructural" dos fundos que foram usados para a evolução da infra-estrutura e capacitação profissional. Os fundos adicionais CE, também atribuídos através do setor público, foram projetados para o desenvolvimento dos setores agrícola e industrial de Portugal.
Após 1985, a NFSP começou a mostrar um declínio considerável, principalmente como resultado da melhor posição financeira das empresas públicas. Favoráveis fatores exógenos (preços baixos do petróleo, as taxas de juros mais baixas e depreciação do dólar) contribuíram para moderar os custos operacionais.  Mais importante, porém, foi à mudança na política governamental. Gestores das empresas públicas receberam maior autonomia no investimento, trabalho e preço do produto. Significativamente, o défice conjunto das empresas públicas não financeiras caiu para abaixo de 2 por cento do PIB em média em 1987-88 de 8 por cento do PIB em 1985-1986. Em 1989, as necessidades de financiamento das empresas caiu para 1 por cento do PIB.
Em Abril de 1990, a privatização foi promulgada legislação relactiva na sequência de uma emenda à constituição, em Junho de 1989, que forneceu a base para alienação completa (100 por cento) das empresas nacionalizadas. Entre os objectivos declarados da privatização foi à modernização das unidades económicas, aumentar a sua competitividade e contribuir para a reestruturação setorial, para reduzir o papel do Estado na economia, contribuir para o desenvolvimento de mercados de capitais e ampliar a participação dos cidadãos portugueses na propriedade das empresas, dando especial atenção aos trabalhadores das empresas e para os pequenos acionistas.
O governo estava preocupado com a força dos investimentos estrangeiros em privatizações e queriam reservar o direito de veto a determinadas operações. Mas, como um membro da CE, Portugal acabaria por ter de aceitar os investimentos de outros países membros sobre a paridade com os investimentos de seus nacionais. Significativamente, as receitas do governo de privatização das empresas nacionalizadas iriam ser usadas principalmente para reduzir a dívida pública e na medida em que os lucros aumentariam após a privatização, as receitas fiscais foram a expandir. Em 1991, as receitas das privatizações subiram e chegou a 2,5 por cento do PIB.

### A alterar estrutura da economia
A economia portuguesa tinha mudado significativamente em 1973, em comparação com a sua posição em 1961. A produção total (PIB a custo de factores) cresceu 120 por cento em termos reais. O setor industrial foi três vezes maior e o setor de serviços dobrou, no entanto, agricultura, silvicultura e pesca avançada por apenas 16 por cento. Produção, o principal componente do setor secundário, triplicou durante este tempo. A expansão industrial foi concentrada em empresas de grande escala, utilizando tecnologia moderna.
A composição do PIB também mudou sensivelmente 1961-1973.  O peso do setor primário (agricultura, silvicultura e pesca) no PIB encolheu 23-16,8 por cento e a contribuição do setor (ou industrial) secundário (indústria transformadora, construção, mineração, eletricidade, gás e água) aumentou de 37-44 por cento. A participação do setor serviços no PIB permaneceu constante em 39,4 por cento. Dentro do setor industrial, a contribuição da manufatura avançada 30-35 por cento e que a construção de 4,6-6,4 por cento.
A progressista “abertura” de Portugal para a economia mundial se reflectiu nas acções de crescimento das exportações e importações (visível e invisível) na produção nacional e da renda. Além disso, a composição do saldo de Portugal de pagamentos internacionais alterou substancialmente. De 1960 a 1973, a mercadoria défice comercial aumentou, mas devido a um superávit crescente na invisível, incluindo as receitas do turismo e das remessas de emigrantes trabalhador, o déficit em conta corrente deu lugar a um excedente de 1965. A começar com esse ano, a conta de capital em longo prazo geralmente registado um déficit, a contrapartida do superávit em conta corrente. Embora o país atraísse um nível crescente de capitais estrangeiros (investimentos directos e empréstimos), oficiais e investimentos privados em "territórios ultramarinos" portugueses, foram ainda maiores, a fazer com que o fluxo líquido da balança de capitais em longo prazo.
A taxa de crescimento das exportações de mercadorias portuguesas durante o período 1959-1973 foi 11 por cento por ano. Em 1960, a maior parte das exportações foi explicada por alguns produtos como as conservas, cortiça em bruto e manufacturados, têxteis, algodão e vinho. Em contrapartida, no início dos anos 1970, a lista de exportação de Portugal passou a diversificação, incluindo bens de consumidor e de capital. Vários segmentos da indústria portuguesa tornaram-se orientada para a exportação e em 1973 mais de um quinto da saída fabricados portuguesas foram exportados.
As medidas radicais expropriação, nacionalização, em meados da década de 1970 foram inicialmente acompanhados de uma política de re-distribuição induzida da renda nacional dos proprietários, empresários e gestores privados e profissionais para os trabalhadores industriais e agrícolas. Esta explosão salarial a favorecer os trabalhadores com uma alta propensão a consumir teve um impacto dramático sobre o crescimento económico da nação e do padrão de gastos. O consumo privado e público combinada aumentou de 81 por cento da despesa nacional em 1973 para quase 102 por cento em 1975. A contrapartida do consumo excessivo face ao declínio da produção nacional foi de uma contração nas duas economias e a formação de capital de fixo, esgotamento dos recursos e um enorme défice da balança de pagamentos. O rápido aumento dos custos de produção associados ao aumento nos custos unitários do trabalho entre 1973 e 1975 contribuiu significativamente para a diminuição da capacidade de Portugal para competir no mercado externo.  Reais exportações caíram entre 1973 e 1976, e sua participação nos gastos totais diminuíram de cerca de cento 26-16,5 por cento.
As desarticulações económicas metropolitanas de Portugal, associada com a redistribuição de renda e medidas de expropriação, nacionalização foram agravados pela perda repentina de colónias africanas da nação entre 1974 a 1975 e a re-absorção de colonos estrangeiros, a recessão global e a crise energética internacional.
Durante o período, 1973-1990, a composição do PIB de Portugal, a custo de factores mudou significativamente. A contribuição da agricultura, silvicultura e pesca, uma quota de produção total continua o seu declínio inexorável, para 6,1 por cento, passando de 12,2 por cento em 1973. Em contraste com o período pré-revolucionário, 1961-73, quando o setor industrial cresceu 9 por cento ao ano e sua contribuição para o PIB cresceu, a participação da indústria se estreitaram 44-38,4 por cento do PIB. Produção, o principal componente do setor industrial, contribuiu relativamente menor para o PIB em 1990, caindo de 35-28 por cento. O mais impressionante foi o aumento de 16 pontos percentuais na participação do setor de serviços de 39 por cento para 55,5 por cento. A maior parte desse crescimento reflecte a proliferação do emprego da função pública e os custos associados da administração pública, juntamente com a contribuição dinámica de serviços de turismo durante a década de 1980.

### O crescimento económico, 1960-1973 e 1981-1990
Havia um contraste impressionante entre o crescimento económico e níveis de formação de capital no período 1960-1973 e na década de 1980. O período pré-revolucionário foi caracterizado por taxas de crescimento anual do PIB (6,9 por cento), a produção industrial (9 por cento), o consumo privado (6,5 por cento) e a formação bruta de capital fixo (7,8 por cento). Em contraste, a década de 1980 apresentou menor taxa de crescimento anual do PIB (2,7 por cento), a produção industrial (4,8 por cento), o consumo privado (2,7 por cento) e formação de capital fixo (3,1 por cento). Como resultado da emigração dos trabalhadores e do alistamento militar, o emprego diminuiu durante o período anterior, mas aumentou 1,4 por cento ao ano durante a década de 1980. Significativamente, a produtividade do trabalho (PIB/crescimento do emprego) cresceu a uma taxa lenta de 1,3 por cento ao ano no período mais recente, em comparação com a taxa de crescimento extremamente rápido anual de 7,4 por cento mais cedo. A inflação, medida pelo deflactor do PIB, em média uns 4 por cento modesto um ano antes da revolução em comparação com quase 18 por cento anualmente durante os anos 1980. Em 1960, Portugal aderiu à Associação Europeia de Comércio Livre (European Free Trade Association EFTA) como membro fundador.
Embora os coeficientes de investimento fossem aproximadamente semelhantes (24 por cento do PIB destinada à formação de capital fixo no período anterior, comparados a 26,7 por cento durante os anos 1980), a produtividade ou a eficiência do investimento global (PIB taxa de crescimento/investimento coeficiente) foi quase três vezes maior antes a revolução (28,6 por cento) do que na década de 1980 (10,1 por cento).
Em 1960, no início de uma política de Salazar mais voltada para o exterior económico, o PIB per capita de Portugal era de apenas 38 por cento dos CE-12 em média, até ao final do período de Salazar em 1968 (tinha subido para 48 por cento) e em 1973, às vésperas da revolução, o PIB per capita do país atingiu 56,4 por cento da média da CE-12. Em 1975, quando a crise revolucionária atingiu, em Portugal o PIB per capita caiu para 52,3 por cento da média da CE-12. Convergência de crescimento real do PIB para a média comunitária ocorreu como resultado do ressurgimento económico de Portugal desde 1985. Em 1991, o PIB per capita subiu para 54,9 por cento da média comunitária, a ultrapassar por uma fração do nível atingido durante o pior período revolucionário. Além disso, os acontecimentos de 1974 levaram a um êxodo em massa de cidadãos portugueses africanos dos territórios (principalmente Angola e Moçambique), a criar mais de um milhão de refugiados portugueses conhecidos como Retornados.
Portugal entrou na Comunidade Económica Europeia (CEE) e saiu da European Free Trade Association (EFTA), que havia ajudado a fundar em 1960.  Um externo influxo importante de fundos estructurais e de coesão foi gerida pelo país como a CEE evoluiu para a União Europeia (UE) e mais além.

### integração na União Europeia: Anos 1990 e 2000

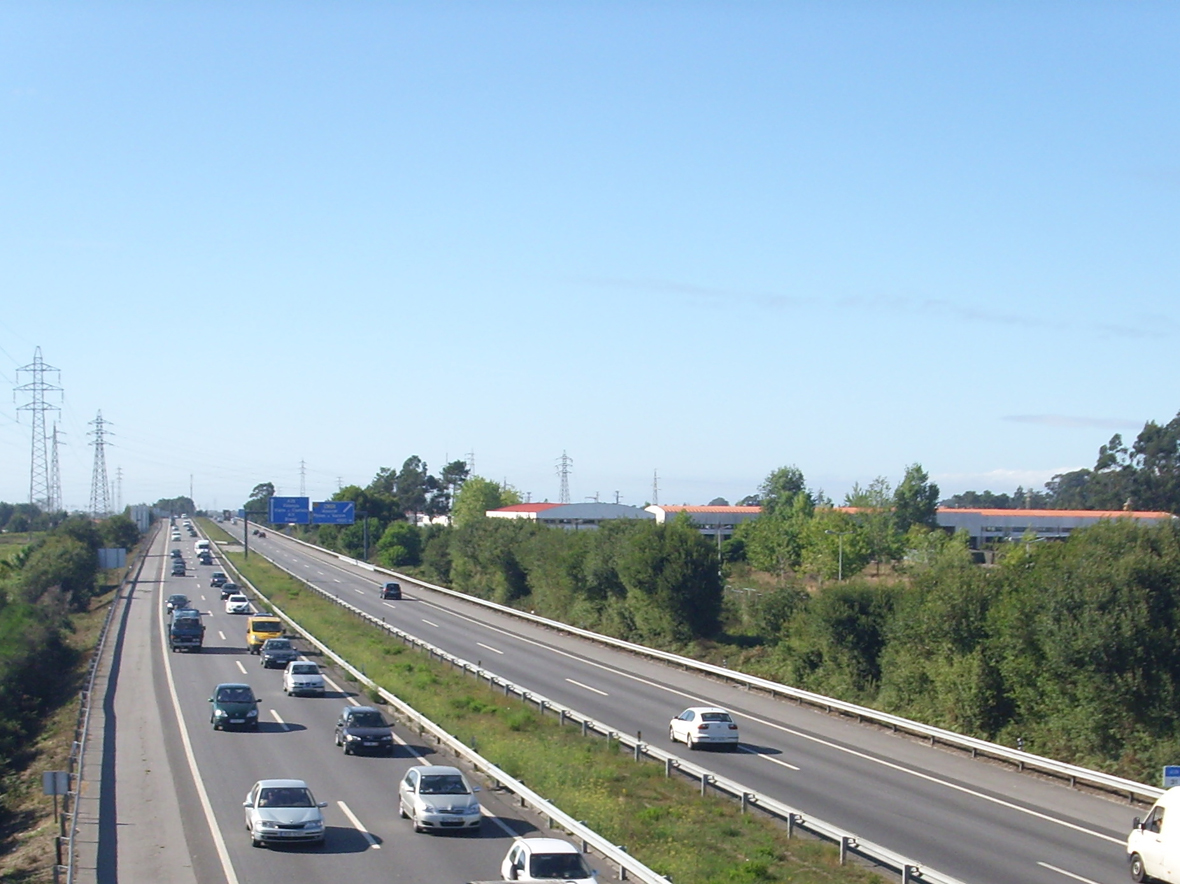
Na década de 1990 muitas autoestradas foram construídas. Vista da autoestrada A28 na subregião do Grande Porto.

Portugal registou uma forte recuperação nos anos 90 após a turbulência do Processo Revolucionário em Curso de 1974-75, a perda definitiva do seu império ultramarino em 1975 e a adesão à Comunidade Económica Europeia em 1986.
A União Europeia, fundos estruturais e de coesão e o crescimento de muitos dos principais empresas exportadoras portuguesas, que se tornaram jogadores líder mundial em vários setores económicos, tais como madeira, moldagem por injecção, plásticos, especializada software, cerámica, têxteis, calçado, papel, cortiça e vinho, entre outros, foi um fator importante no desenvolvimento da economia portuguesa e melhoria expectativa de vida e qualidade de vida. Da mesma forma, há vários anos, as filiais portuguesas de grandes empresas multinacionais, como a Siemens Portugal, Volkswagen Autoeuropa, Qimonda Portugal, IKEA, Nestlé Portugal, Microsoft Portugal, Unilever/Jerónimo Martins e Danone Portugal, classificado entre os melhores o mundo em produtividade.

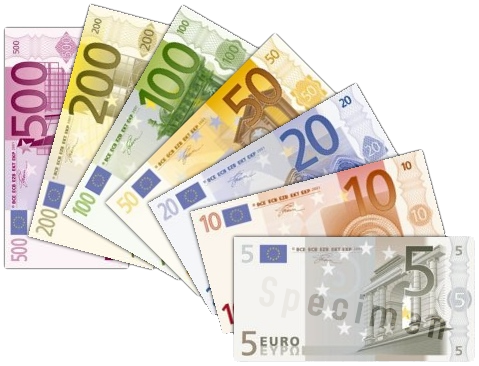
Em 2002, Portugal apresenta a moeda única europeia, o euro. Juntamente com outros estados-membro da UE, Portugal foi um dos fundadores da Zona do Euro.

Entre os mais notáveis em Portugal com base nas empresas globais que se expandiu internacionalmente nos anos 1990 e primeira década do século XXI foram Sonae, Sonae Indústria, Amorim, Sogrape, EFACEC, Portugal Telecom, Jerónimo Martins, Cimpor, Unicer, Millennium bcp, Lactogal, Sumol + Compal, Cerealis, Frulact, Ambar, Bial, Critical Software, Active Space Technologies, YDreams, Galp Energia, Energias de Portugal, Visabeira, Renova, Delta Cafés, Derovo, Teixeira Duarte, Soares da Costa, Portucel Soporcel, Salsa jeans, Grupo José de Mello, Valouro, Nutrinveste, Simoldes, Iberomoldes e Logoplaste.
Apesar de ser tanto um país desenvolvido e um de rendimento alto ou elevado, Portugal teve o menor PIB per capita da Europa Ocidental e a sua população teve uma dos menores rendimentos per capita entre os estados membros da União Europeia. De acordo com o Eurostat que tinha o sexto poder de compra entre os 27 estados-membros da União Europeia para o período de 2005 a 2007. No entanto, as pesquisas sobre qualidade de vida pela Economist Intelligence Unit (EIU) na Qualidade de Vida colocou Portugal na 19ª no mundo em 2005 à frente de outros países de económica e tecnologicamente avançados, como França, Alemanha, Reino Unido e Coreia do Sul, mas a nove lugares atrás de seu único vizinho, Espanha.

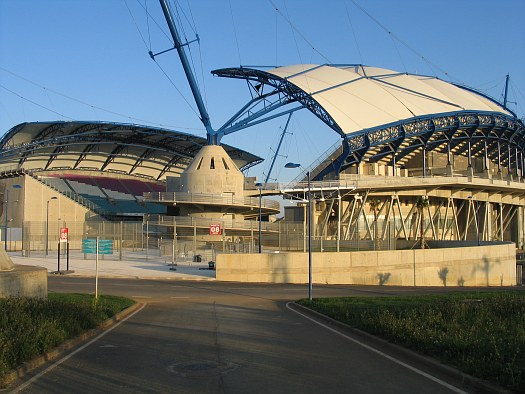
Vários estádios foram construídos para o Campeonato Europeu de Futebol de 2004, mas alguns destes têm permanecido subutilizados desde então. Vista do Estádio do Algarve.

O Relatório de Competitividade Global de 2005, publicado pelo Fórum Económico Mundial, colocou Portugal na 22.ª, à frente de países e territórios, como Espanha, Irlanda, França, Bélgica e Hong Kong. No índice de Tecnologia, Portugal ficou na 20ª posição; na Public Institutions Index (ou Índice de Instituições Públicas), tem a melhor 15.ª posição; sobre o Índice Macroeconómico, está na 37ª posição. O Índice de Competitividade Global 2007-2008 colocou na posição 40ª dos 131 países e territórios. No entanto, a edição do Relatório de Competitividade Global 2008-2009 colocou Portugal na 43 dos 134.
Relacionado com o notável desenvolvimento económico que foi visto em Portugal a partir dos anos 1960 ao início do século XXI (com um, mas de curta duração parada abrupta depois de 1974), o desenvolvimento do turismo, o que permitiu o aumento da exposição do património cultural nacional, particularmente no que se refere à arquitectura e culinária local, melhorar ainda mais. A adopção do euro e da organização do Expo 98, Feira Mundial de Lisboa, de 2001 Capital Europeia da Cultura no Porto e do campeonato de futebol Euro 2004, também foram marcos importantes na história económica do país.
O crescimento do PIB em 2006, em 1,3%, foi o menor em toda a Europa. Na primeira década do século XXI, a República Checa, Grécia, Malta, Eslováquia e Eslovénia alcançaram Portugal em termos de PIB (PPC) per capita. A Grécia tinha sido um ponto de comparação regular para Portugal desde a adesão da UE, os dois países eram anteriormente regidos por governos autoritários e similares sobre a história de adesão à UE partes, o número de habitantes, o tamanho do mercado e os gostos, as economias nacionais, a cultura mediterrânica, o tempo ensolarado, e um apelo turístico, no entanto, a riqueza económica e financeira grego dos cinco primeiros anos do século XXI foi impulsionado artificialmente e foi prejudicado pela falta de sustentabilidade e eles foram pegos por uma gigantesca crise em 2010. O PIB per capita português caiu de pouco mais de 80% da média da UE 25 em 1999 para pouco mais de 70% em 2007. Este fraco desempenho da economia portuguesa foi explorado em Abril de 2007 pelo The Economist, que descreveu Portugal como "um novo homem doente da Europa". De 2002 a 2007, a taxa de desemprego aumentou em 65%, o número de cidadãos desempregados cresceu de 270 500 em 2002 para 448 600 em 2007. Em dezembro de 2009, a taxa de desemprego passou a marca de 10%.
Em geral, a década de 1990 e na primeira década do século XXI foram marcados por uma economia atrasada, onde Portugal não só não conseguiu alcançar a média da UE, mas realmente ficou para trás por um período. A despesa pública subiu para níveis insustentáveis e do número de funcionários públicos, que tinham vindo a aumentar desde a Revolução dos Cravos 1974, atingiram proporções sem precedentes. Projectos e apoio de construção financiados pelo Estado, como os relacionados com a Feira Mundial Expo 98 em Lisboa, o Campeonato Europeu de Futebol 2004 e uma série de novas auto-estradas, provou ter pouco efeito positivo na promoção do crescimento sustentável. O impacto em curto prazo desses grandes investimentos foi esgotado até o final da primeira década do século XXI, com o objectivo de alcançar um crescimento económico mais rápido e a melhoria do poder aquisitivo da população em relacção à média da UE não se materializaram. Para piorar, a recessão dos Anos 2000, quando grande parte do mundo industrializado entrou em uma profunda recessão, levou ao aumento do desemprego e uma baixa.
A partir de 2008 é qualificado, junto com a Irlanda, Itália, Grécia e Espanha, pejorativamente como um dos PIIGS, economias vulneráveis devido ao crescente endividamento e alto défice público em relação ao PIB. A Standard & Poor's baixou a avaliação de crédito de Portugal para "negativa", seguindo-se a Moody's. Em 2011, no início da crise da dívida pública da Zona Euro, Portugal estava à beira da falência. Em  7 de dezembro de 2009, a agência de classificação Standard and Poor's baixou a sua avaliação de crédito de longo prazo de Portugal de "estável" para "negativo", a expressar o pessimismo sobre a estrutura do país, fragilidade económica e fraca competitividade, o que prejudica o crescimento e a capacidade de reforçar as finanças públicas e reduzir a dívida.

#### Intervenção dos BPN e BPP
Durante a crise económica mundial, soube-se que entre 2008 a 2009 dois bancos portugueses, Banco Português de Negócios (BPN) e Banco Privado Português (BPP), vinham a acumular prejuízos há anos devido a investimentos ruins, peculato e fraude contábil. Nos fundamentos de evitar uma crise financeira grave, potencialmente na economia portuguesa, o Governo Português decidiu dar-lhes a ajuda eventualmente, a uma perda futura para os contribuintes. Por isso, o papel do Banco de Portugal (BdP) na regulação e supervisão do sistema bancário português, quando era liderada por Vítor Constâncio de 2000 ao 2010, tem sido objecto de discussão acalorada, especialmente se Vítor Constâncio e o Banco de Portugal tinham os meios para fazer alguma coisa ou se revelou uma grande incompeténcia. Em Dezembro de 2010, Constâncio foi nomeado vice-presidente do Banco Central Europeu, para um mandato de oito anos, a ser responsável pela supervisão bancária. Pouco depois, em Abril de 2011, o Governo Português pediu ajuda financeira internacional, pois o próprio Estado iria declarar falido.

### Crise económica: anos 2010

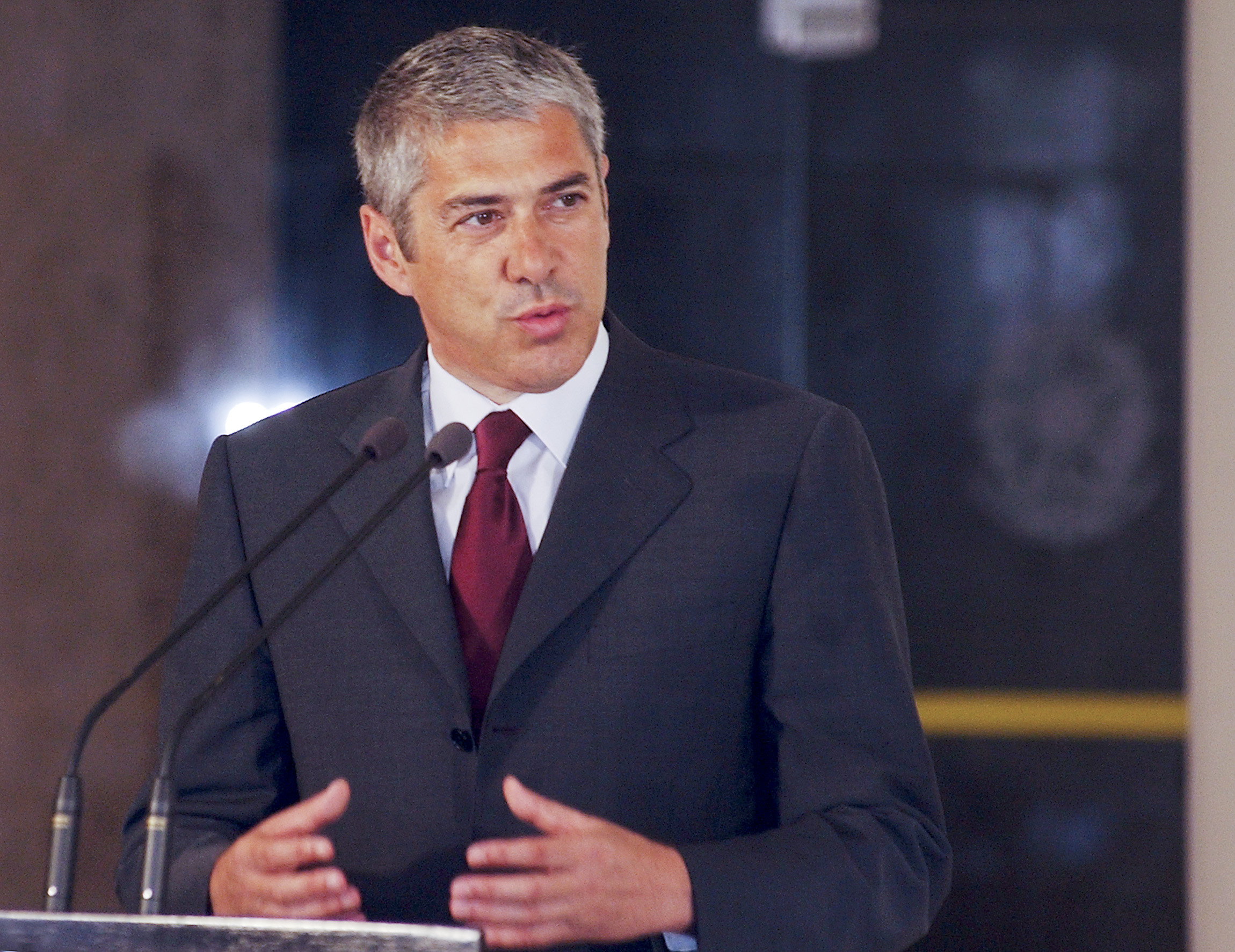
De 2005 a 2011, José Sócrates do Partido Socialista (PS), foi o primeiro-ministro e o líder do Governo Português. O seu mandato foi marcado por uma alta taxa de desemprego, perda de poder aquisitivo das famílias e a recessão económica. Os impostos no país aumentaram consideravelmente a fazer incursões no seu enorme défice. Foi à terceira vez que a ajuda financeira externa foi solicitada para o FMI (a primeira foi no final de 1970 na sequência da Revolução dos Cravos).

Nas primeiras semanas de 2010, a ansiedade renovada sobre os níveis excessivos de dívida em alguns países da UE e mais genericamente sobre a saúde da propagação de euros da Irlanda e da Grécia a Portugal, Espanha e Itália.
Alguns analistas políticos alemães chegaram a dizer que a ajuda de emergência para a Grécia e os beneficiários da ajuda da UE no futuro deve trazer com ele duras penas.
No verão de 2010, Moody's Investors Service cortou a avaliação de títulos soberanos de Portugal, ao estabelecer dois níveis de um Aa2 para o A1. Devido aos gastos com estímulos económicos, a dívida em Portugal aumentaram significativamente em relacção ao Produto Interno Bruto. Moody observou que o crescimento da dívida, que pesam sobre as finanças de curto prazo do governo. No início do ano, Portugal foi um dos países identificados na Crise do Euro em 2010 como difundiram a preocupação com o aumento do déficit do governo e a dívida pública em alguns países.
Também em 2010, o país alcançou uma taxa de desemprego recorde de quase 11%, um valor não visto por mais de duas décadas, enquanto o número de funcionários públicos manteve-se muito elevado.
O défice mais alto de que há registo nas contas públicas foi o de 2010, em que o Governo de José Sócrates deixou um saldo negativo de 11,2% do PIB.
Os mercados financeiros internacionais levaram o Governo Português, como outros governos europeus, a fazer mudanças radicais na política económica. Assim, em Setembro de 2010, o Governo Português anunciou um pacote de austeridade frescos seguintes parceiros da Zona do Euro, por intermédio de uma série de aumentos de impostos e cortes de salário para servidores públicos. Em 2009, o déficit havia sido de 9,4 por cento, uma das mais elevadas da zona do euro e meio acima do Pacto do Crescimento e Estabilidade da União Europeia de limite de três por cento.

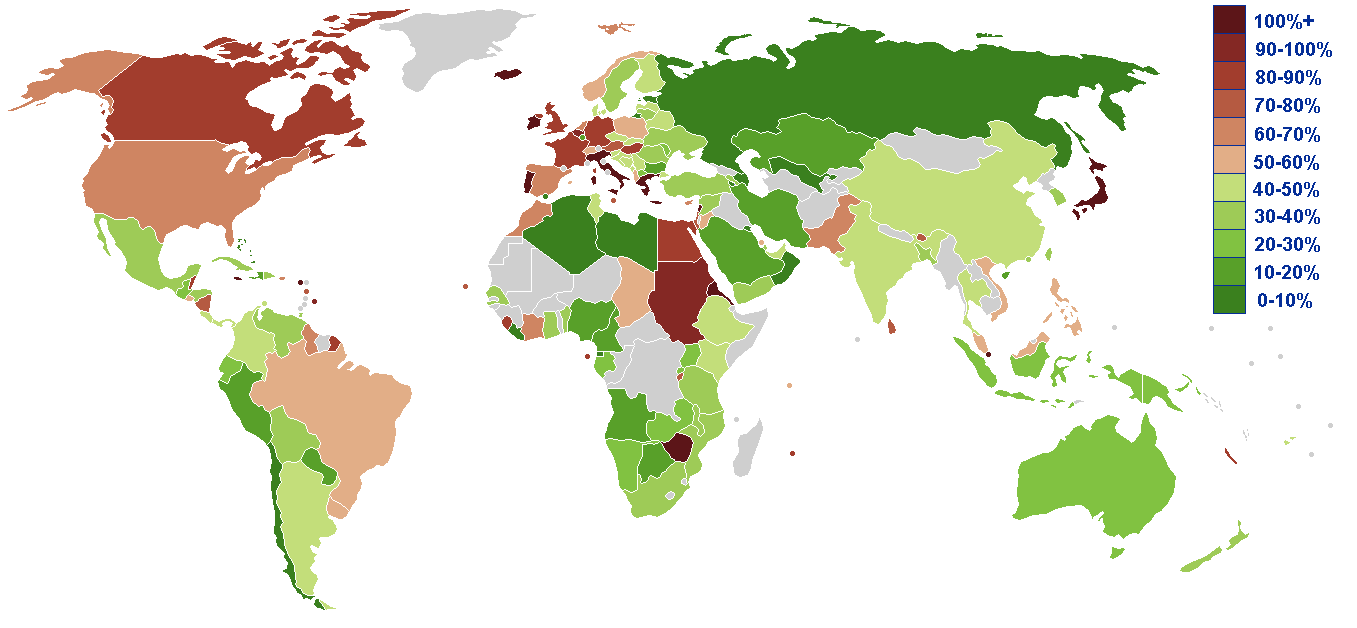
Em 2009-10 a dívida pública portuguesa ultrapassou 100% do PIB. Em 2013 atingiu 130% do PIB.

Em novembro de 2010, os prémios de risco dos títulos portugueses bateram o limite de vida do euro, os investidores e credores temem que o país deixaria de reinar em seu défice orçamental e a dívida pública. O rendimento dos títulos do país a 10 anos chegou a 7 por cento, um nível do ministro das Finanças, Fernando Teixeira dos Santos havia dito anteriormente que iria exigir que o país a procurar ajuda financeira de instituições internacionais.
Um relatório publicado em 7 de janeiro de 2011 pelo Diário de Notícias demonstrou que no período entre a Revolução dos Cravos em 1974 e 2010, os governos democráticos da Republicana Portuguesa têm incentivado sobre as despesas e as bolhas de investimento por meio das obscuras parcerias público-privadas, financiamento das numerosas ineficazes e desnecessárias consultorias externas e comissões e empresas, ao permitir à considerável derrapagem em estado de gestão de obras públicas, a inflar prémios oficiais de gestão e topo da liderança e salários, persistente e duradoura política de contratação que aumenta o número de funcionários públicos despedidos, juntamente com o ajuda de risco de crédito, a criação de dívida pública e má estruturada estrutural e coesão dos fundos europeus em quase quatro décadas, que o gabinete de Sócrates não foi capaz de prever ou prevenir em primeira mão em 2005 e posteriormente, foi incapaz de fazer qualquer coisa para remediar a situação quando o país estava à beira da falência em 2011.
Em  23 de Março do mesmo ano, José Sócrates demitiu após a aprovação de uma moção de confiança não patrocinada por todos os cinco partidos da oposição no parlamento sobre cortes de gastos e aumentos de impostos. Em Abril, José Sócrates anunciou que pedira ajuda financeira ao Fundo Monetário Internacional (FMI) e ao Fundo Europeu de Estabilidade Financeira. Em 16 de Maio de 2011, os líderes da zona do euro aprovaram um empréstimo de 78 mil milhões de euros a Portugal Como parte do acordo, o país concordou em reduzir o défice público de 9,8 por cento do PIB em 2010 até 3 por cento em 2013.
Após as eleições o novo governo liderado por Pedro Passos Coelho inicia uma política de austeridade tutelado por uma "troika" constituída por responsáveis da Comissão Europeia, Banco Central Europeu e Fundo Monetário Internacional.